# Prokletije
Das Prokletije (serbisch-kyrillisch Проклетије, zu Deutsch „Verwunschene Berge“; respektive Nordalbanische Alpen, oder Albanische Alpen; albanisch Alpet Shqiptare) ist ein Gebirgsmassiv der Südostdinariden in Nordalbanien, im westlichen Kosovo und im östlichen Montenegro, das durch tief eingeschnittene Täler in einzelne Gebirgsstöcke gegliedert ist. Es bildet den südlichen querliegenden Abschluss der Dinarischen Ketten und ist zugleich dessen höchster Teil. Der alte slawische Name des Gebirges war Trojanisches Gebirge.
Das stark verkarstete und von vielfältigen Glazialspuren gezeichnete Prokletije gipfelt in der Jezerca mit einer Höhe von 2694 m ü. A. Zerklüftete Karlinge mit hochalpinen Steilwänden und breite, von Gletschern geformte Trogtäler geben dem Gebirge einen alpinen Eindruck, wie er sonst auf der Balkanhalbinsel kaum anzutreffen ist.
Der zweithöchste Gipfel des Prokletije ist die aus Silikatgesteinen aufgebaute Gjeravica (2656 m. i. J.), die zugleich der höchste Berg im Kosovo ist. Die Zla Kolata (albanisch Kollata e Keqe) auf der albanisch-montenegrinischen Grenze ist mit 2534 m. i. J. der höchste Gipfel Montenegros.

## Wortherkunft
Die Toponomastik des Gebirges ist durch zwei Besonderheiten geprägt. Zum einen sind es die einheimische Bezeichnungen Prokletije und Bjeshkët e Nemuna, die beide in deutscher Übersetzung Verfluchtes oder Verbotenes Gebirge bedeuten, die als etymologische Ambivalenz der morphographischen Unzugänglichkeit im Relief sowie den früheren soziohistorischen und -kulturellen Umstand wiedergeben: Das Gebirge wurde ehemals von patrilinearen Stammesverbänden beherrscht, in der sich bis ins 20. Jahrhundert keine staatliche Ordnung durchsetzen konnte, sondern das Gewohnheitsrecht des Kanun mit der Blutrache als härteste Sanktion galt. Gebietsfremden blieb das Gebirge, auch wegen türkischer Reiseverbote, lange verwehrt. Zum anderen war das Prokletije die sprichwörtliche Terra incognita, eine „namenlose“ Landschaft in Europa, die lange der wissenschaftlichen und kommunikativen Durchdringung harrte und dadurch toponomisch nicht präzise erfasst war. Für das bedeutende Gebirge waren im Europa des 19. Jahrhunderts entweder nur die klassischen geographischen griechischen Toponyme oder vage osmanische Bezeichnung bekannt. Dadurch bedienten sich Kartografen bald eines Kunstnamens.
Vollständig wurde es erst im 20. Jahrhundert kartografisch, morphographisch und ethnografisch erforscht. Wegen wiederkehrender Unruhen und Kriegen, der zwischenstaatlichen Grenzziehung, mangelnder Erschließung sowie strikten Bewegungsbeschränkungen nach dem Zweiten Weltkrieg in der Sozialistischen Volksrepublik Albanien war es im zentralen Teil bis Ende des 20. Jahrhunderts für westeuropäische Wissenschaftler mehrheitlich unzugänglich. So dauerte es beispielsweise bis ins Jahr 2000, ehe die Hochgebirgsflora der Jezerca durch den slowenischen Botaniker Tone Wraber erstmals wissenschaftlich erfasst werden konnte.
Der ptolemäische Name des Prokletije, Mons Bertiscus, ist die älteste schriftliche Erwähnung. Bertiscus ist bis heute die fachsprachliche Bezeichnung des Gebirges und wird als Epitheton in der Form bertiscae für endemische Arten oder Arten, die ihren locus classicus in diesem Gebirge besitzen, verwendet (beispielsweise Valeriana bertiscae, Crepis bertiscae, Iris bertiscae).
August Grisebach nutzte noch 1839 fast durchgehend den überlieferten lateinischen Namen Bertiscus für Gebirge nördlich des Drin und westlich von Peć. Nur kurz erwähnte er im 13. Kapitel des Zweiten Bandes den Begriff „Albanische Alpen“. Alte, auf dem Balkan weit verbreitete Namen, die auch mit dem Prokletije verbunden wurden, sind nach Grisebach und Pančić die osmanischen Bezeichnungen „Karadag“ und „Kurbeta planina“. Diese Gebirgstoponyme der Balkan-Morphographie finden sich zahlreich in den Beschreibungen der ersten Hälfte des 19. Jahrhunderts, bieten aber zumeist nur eine vage Vorstellung. Ami Boué konnte 1840 in La Turquie d’Europe für das Gebirge noch kein allgemeines Toponym angeben. Bei François Pouqueville (1820) wurde der weitere Landstrich als Lacoulac und Arnaoutlik bezeichnet.
Im Deutschen und in diversen anderen Sprachen wird neben Prokletije häufig der Kunstname Nordalbanische Alpen und seltener Albanische Alpen verwendet. Nach Jovan Cvijić entstammte der Begriff Kartenlegenden der Darstellung der Balkanhalbinsel, die in Europa gedruckt wurden. Jedoch war das Gebiet selbst auf der amtlichen Karte des k.u.k. Militärgeografischen Institutes Wien Ende des 19. Jahrhunderts nur schematisch dargestellt. Auch bei einigen englischen Geographen bürgerte sich der Begriff „Nordalbanische Alpen“ ein. Erst mit der intensiven, von strategischen Gesichtspunkten geleiteten Erkundung Albaniens durch die k.u.k. Armee im Ersten Weltkrieg wurden die letzten kartographischen Lücken geschlossen.
Der Zusatz Nord- wird im Albanischen nicht verwendet, hingegen findet sich dort in nichtwissenschaftlichen Texten auch die Bezeichnung Alpet e veriut (Alpen des Nordens). Im Italienischen und dem Französischen existiert kein Verweis auf die Himmelsrichtung (Alpe albanese, Alpes albanaises).Während sich in Expeditionsberichten des Deutschen und Österreichischen Alpenvereins aus dem Jahr 1931 noch der Begriff Nordalbanisches Gebirge findet, hatte sich schon wenige Jahre später bei den Berichten von Bergsteigerexpeditionen ins Gebiet der Name Nordalbanische Alpen durchgesetzt.

## Gliederung des Prokletije

### Lage und Relief

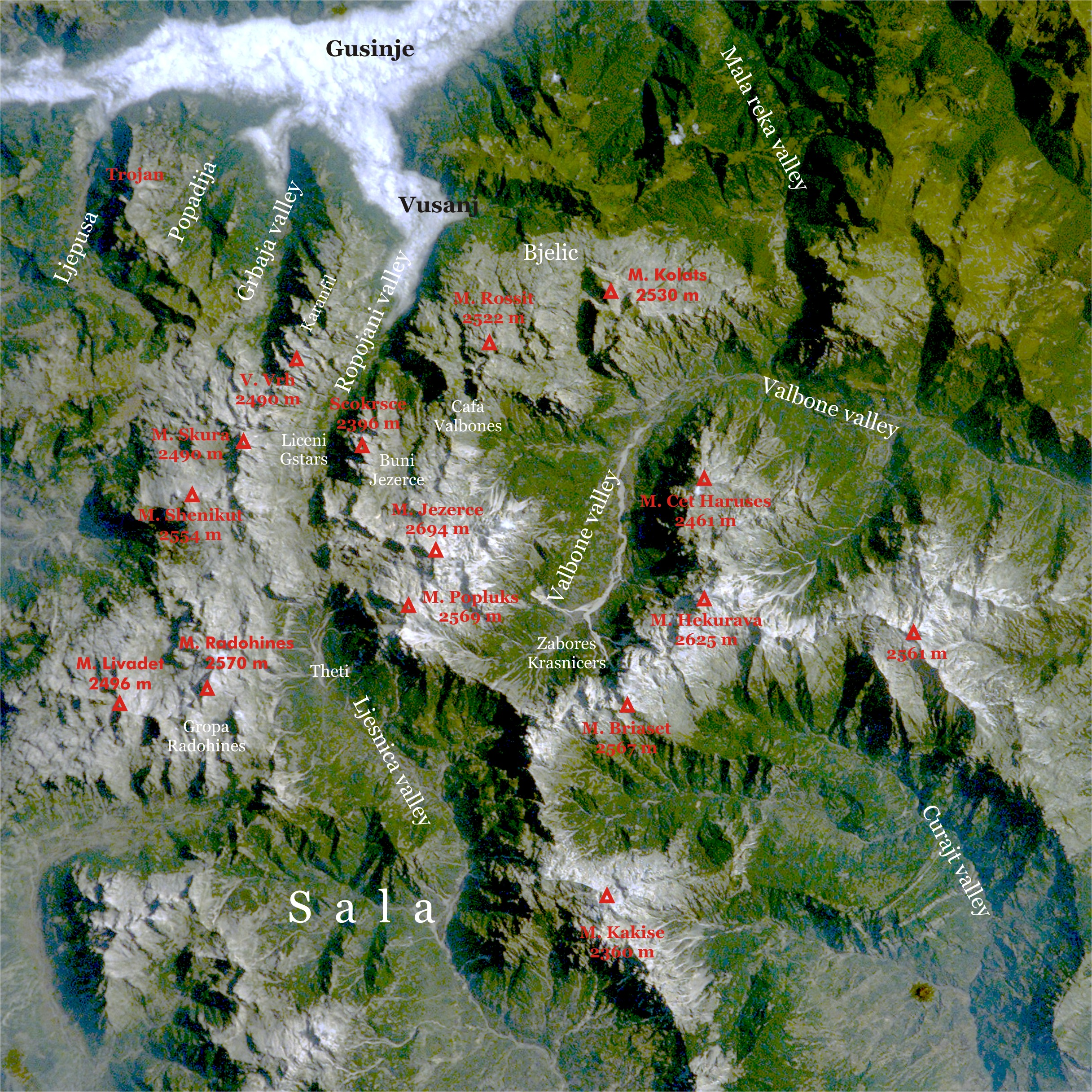
Annotierte, nicht orthorektifizierte ISS-Aufnahme der zentralen Prokletije zwischen oberem Lim- und oberem Shala-Tal

Das Prokletije bildet ein rund 40 Kilometer breites von Südwest nach Nordost vom Skutarisee über 90 Kilometer entlang der montenegrinisch-albanischen und montengrinisch-kosovarischen Grenze bis nach Peja resp. Istog in Kosovo respektive Rožaje in Montenegro streichendes, meridional zwischen 42°45′ und 42°15′ N liegendes Massiv in der subtropischen Zone der westlichen Balkanhalbinsel. Die Südgrenze des Prokletijes wird vom Fluss Drin und seinem Zufluss Valbona gebildet. Das eigentliche Hochgebirge umfasst die zentralen Bereiche mit einer Ausdehnung von rund 20 auf 25 Kilometer.
Die Gebirgszüge bis Mitrovica mit Hajla und Mokra Gora zählen zu den äussersten Teilen des Prokletije. Andere Autoren sehen hingegen bereits im Lim oder noch etwas südlicher, wo eine Zone mit Schiefergestein beginnt, die geologische Nordgrenze des Prokletije.
Die Kalktafel des Prokletijes wird durch tief eingeschnittene Täler, die von allen Seiten dem Zentrum zustreben, in mehrere mächtige Gebirgsklötze zerteilt wie die Bjeshkët e Namuna nördlich des Përroi i Thatë, die Biga e Gimajive südlich davon, der Jezerca-Block zwischen Shala- und Valbona-Tal, dem Gebirgsstock der Maja e Hekurave südlich des Valbona-Tals, das Plateau der Kollata nördlich der Valbona oder des Shkëlzen nordöstlich der Valbona. Ein mächtiger Einschnitt bestehend aus Shala-Tal südlich und Runica-Tal nördlich des Passes Qafa e Pejës (1710 m ü. A.) teilt das Gebirge in eine West- und eine Osthälfte.
Die Täler wurden durch eiszeitliche Gletscher zu ausgeprägten Trogtälern geformt, die sich durch sehr steile Wände und Kesseln im obersten Abschnitt mit bis zu 1000 Metern Tiefe auszeichnen. Die Südwand des Arapi gilt mit 800 Metern als höchste Felswand der Balkanhalbinsel. 13 Bergspitzen sind höher als 2500 m ü. A.
Das Prokletije ist aufgrund ethnographischer und soziologischer Grundlagen in zahlreiche Regionen gegliedert. Mit den Namen der verschiedenen Stämme – Hoti, Gruda, Këlmendi, Kastrati, Dukagjini, Shkreli, Shala, Nikaj, Krasniqi, Gashi – werden so ihre geographischen Lebensräume bezeichnet.
Daneben lässt sich das Gebirge aufgrund geologischer Grundlagen in die folgenden Gebiete gliedern, die sich zum Teil überlappen oder Teile übergeordneter Regionen sind:

### Bjeshkët e Nemuna

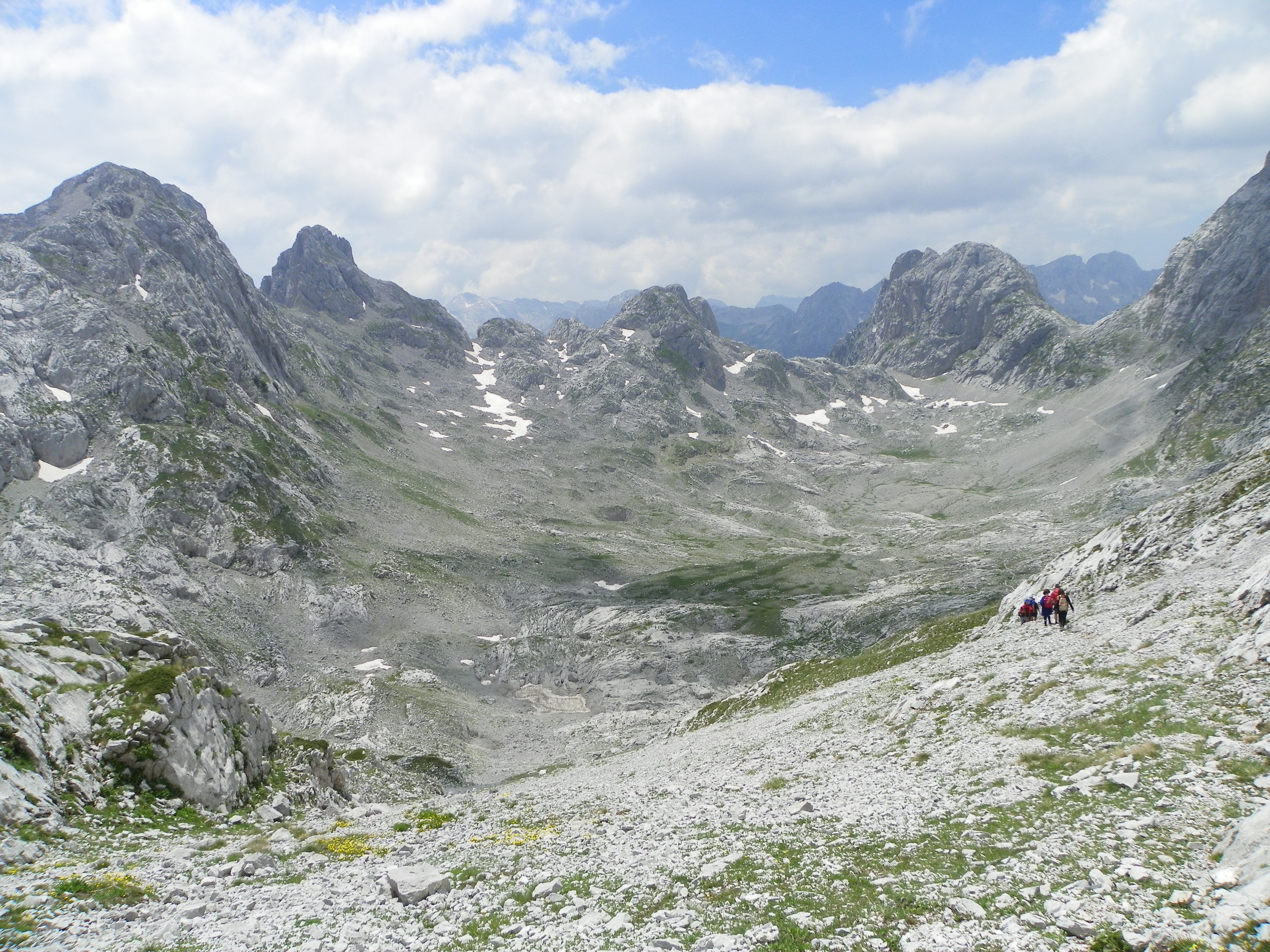
Glaziokarst-Landschaft im Herzen der Bjeshkët e Nemuna. Um eine gewaltige, sogenannten „Paleodoline“, die in einem ehemaligen glazialen Trog liegt, reihen sich Karlinge.

Bjeshkët e Nemuna (zu Deutsch: Verwunschene Berge) bezeichnet einerseits eine rund zwölf Kilometer lange Reihe von Bergen nordwestlich von Theth, die sich durch besonderen Wassermangel, schroff-karstige Landschaft und Menschenleere auszeichnen. Das Massiv liegt zwischen den Tälern des  Përroi i Thatë im Süden, demjenigen des Cem im Nordwesten und der Shala im Osten.
Zur Bjeshkët e Nemuna zählen 42 Bergspitzen mit einer Höhe über 2000 Metern, weitere 22 Spitzen sind höher als 2300 Meter und fünf höher als 2500 Meter. Die Radohima (2568 m ü. A.) als höchste Erhebung dominiert den Ostteil mit mehreren Nebengipfeln. Weitere hohe Gipfel sind die Maja e Shënikut (2553 m ü. A.), die Maja e Risklit (2496 m ü. A.), der Arapi (2217 m ü. A.), die Maja e Prozhmit (2452 m ü. A.), die Maja e Langojve (2525 m ü. A.) und die Spitzen des Karanfili (2490 m. i. J.), der bereits nördlich der Grenze in Montenegro liegt. Typisch für die zerklüftete und zerkarstete Bergwelt der Bjeshkët e Nemuna ist die Landschaft des Glaziokarstes. Auffällig sind insbesondere große Depressionen. In solchen geschlossenen „Paleodolinen“ großer glazialer Tröge finden sich Kleinformen des Glaziokarstes: Karren, Sackungsdolinen, Schäfte und Schichttreppen. Die Landschaft des Glaziokarstes gehört überwiegend dem Nackten Karst an, anstehendes Gestein dominiert. Dazwischen liegen jedoch immer auch Bereich des bedeckten Karstes, auf denen sich eine geschlossene Bodenschicht ausgebildet hat.
Entgegen der zumal anzutreffenden Behauptung ist Bjeshkët e Nemuna somit nicht die albanische Bezeichnung für das ganze Gebirge, obwohl es die wörtliche Übersetzung von Prokletije ist.

### Bjeshkët e Nemuna të Kosovës

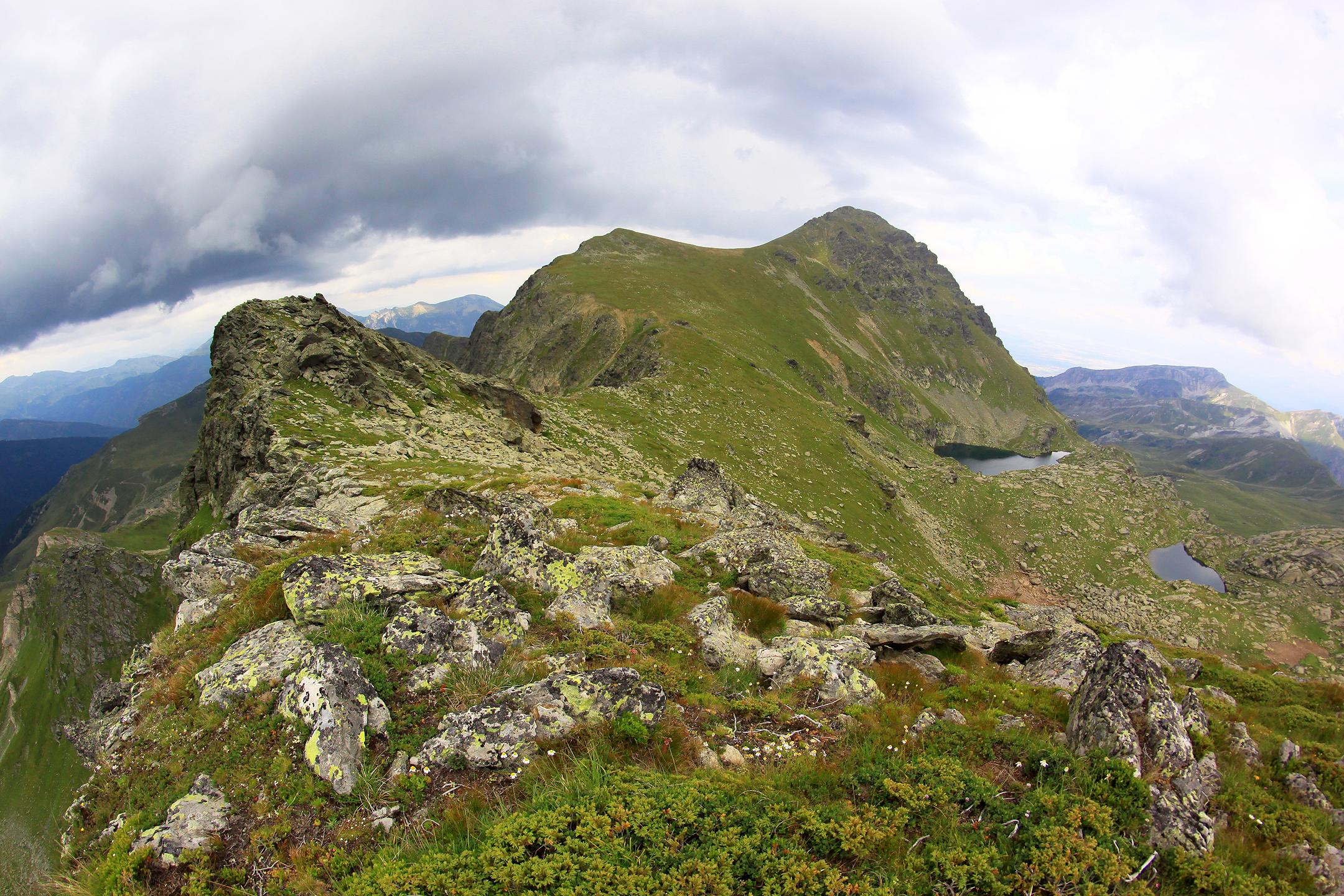
Bergwelt der Bjeshkët e Namuna të Kosovës bei der Gjeravica. Unterhalb der Südflanke der aus Silikaten aufgebauten 2656 m hohen Bergspitze liegen zwei der drei Glazialseen der Gjeravica. Hier ist auch das Quellgebiet des Erenik.

Mit Bjeshkët e Nemuna të Kosovës (zu Deutsch: Verwunschene Berge Kosovos) wird der Begriff andererseits auch für die Berge in Westkosovo entlang dessen Grenzen zu Albanien und Montenegro verwendet. Diese bilden den östlichen Abschluss des Prokletije. Im Gegensatz zu den zentralen Teilen, wo offener, unbewaldeter Kalkfelsen und tief eingeschnittene Täler die Landschaft prägen, sind hier auch die hohen Gipfel weniger felsig, grüner und meist etwas weniger steil.
Zu den höchsten Gipfeln in dieser Region zählen die Gjeravica (2656 m. i. J.; serbisch Đeravica), die Maja e Ropës (2502 m. i. J.; auch Rops) und der Marijaš (2530 m. i. J.; albanisch Marijash). Die Gjeravica ist der höchste Berg Kosovos und befindet sich keine zwei Kilometer innerhalb kosovarischen Gebiets unweit der Tromeđa (2366 m. i. J.; albanisch Trekufiri), dem Dreiländereck mit Albanien und Montenegro. Es werden mehrere Untergebiete und Massive unterschieden wie Rugova und Lumbardh im nördlichen Bereich, im Nordosten Strellc und Koprivnik mit dem Veternik (2461 m. i. J.) als höchste Erhebung, die Bogiqevicë im südlichen Grenzgebiet zu Montenegro, die Mokna/Bjeshket e Mokne nördlich an der Grenze zu Montenegro in den Grossgemeinden Peja und Istog und die Berge von Junik und Deçan im Südosten.
In den Bjeshkët e Namuna të Kosovës gibt es diverse kleinere Bergseen, so zum Beispiel der Gjeravica-See und der Zemra-See an der Gjeravica sowie der Leqinat-See in Rugova auf kosovarischem Gebiet und die Gruppe der Sylbica-Seen im Norden Tropojas in Albanien.

### Malësia e Madhe

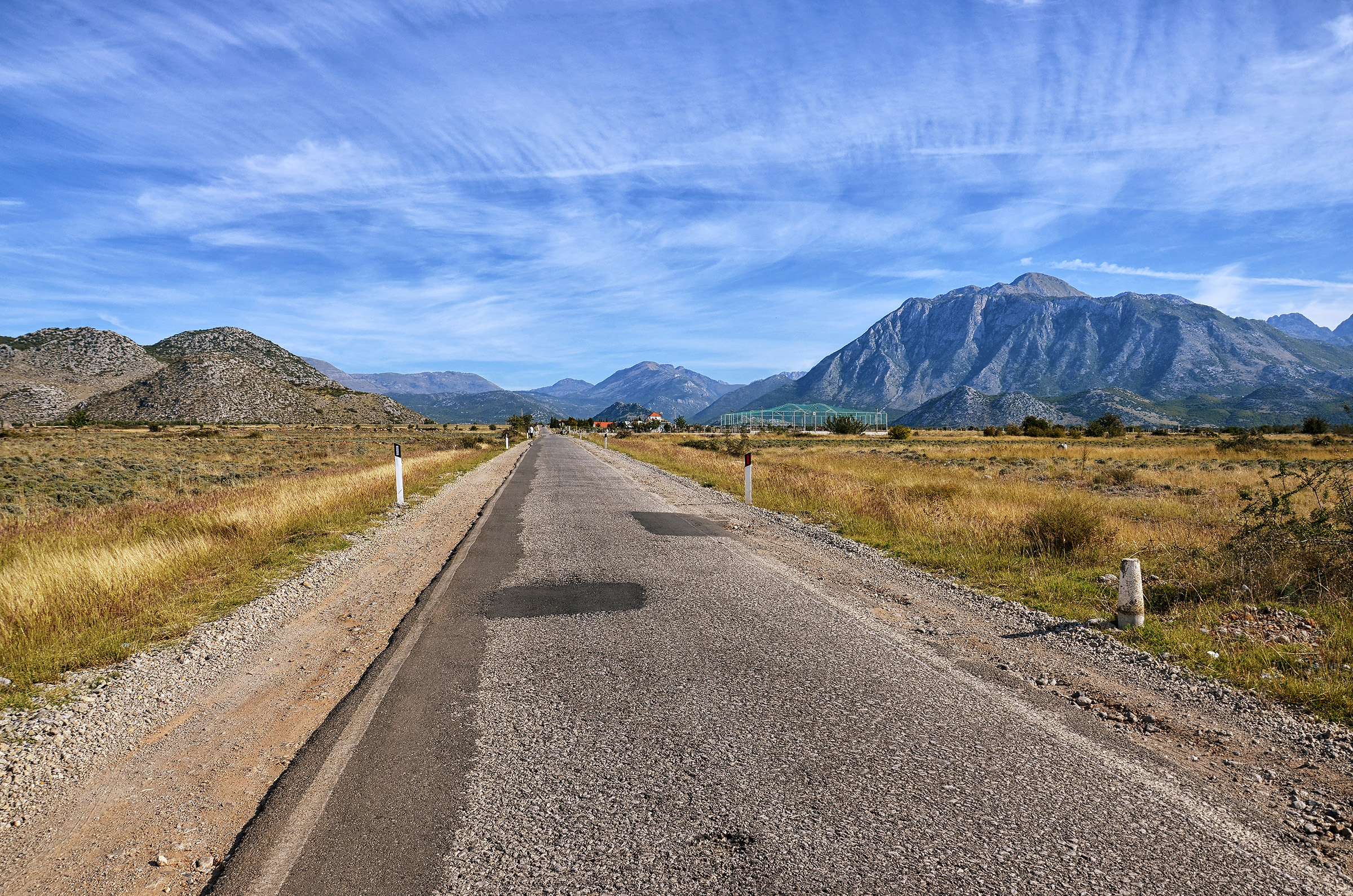
Straße am Rand der Malësia e Madhe bei Koplik

Malësia e Madhe (zu Deutsch: Großes Bergland) ist der Name des westlichen Teils des Prokletijes, der zum Shkodrasee entwässert wird und vor allem die Täler des Cem und des Përroi i Thatë umfasst. Dazu gehören die heutige albanische Gemeinde Malësia e Madhe (30.823 Einwohner gemäß Volkszählung 2011) sowie einige nördlich angrenzenden Gebiete in Südmontenegro bis Tuzi.
Die Region ist traditionell mehrheitlich von Katholiken bewohnt. Im Kanun zählen hierzu die Gebiete der Stämme Hoti, Gruda, Kastrati und Kelmendi. Albanische Geographen bezeichnen sie zum Teil auch als Westliche Alpen (Alpet perëndimore). Die höchsten Berge sind diejenigen der Bjeshkët e Namuna.

### Malësia e Vogël

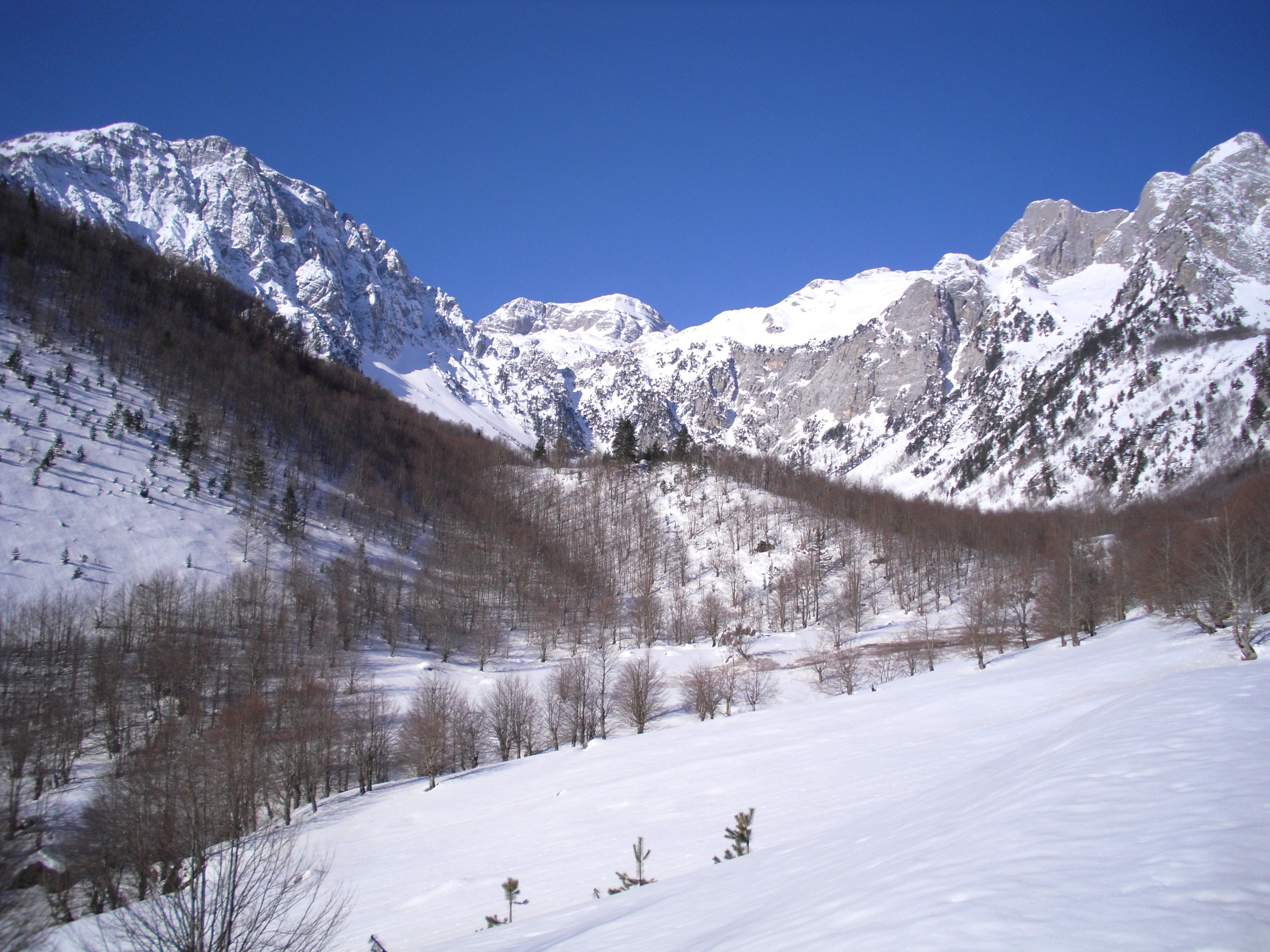
Kukaj-Tal bei Valbona mit Jezerca im Hintergrund

Die angrenzenden Östlichen Alpen (Alpet lindore) werden auch als Malësia e Vogël (zu Deutsch: Kleines Bergland) und Malësia e Gjakovës (zu Deutsch: Bergland von Gjakova) bezeichnet. Die Malësiae Vogël umfasst die nördlichen und westlichen Teile der Gemeinde Tropoja (20.517 Einwohner gemäß Volkszählung 2011), im Osten reicht sie bis zum Rand der kosovarischen Ebene Rrafsh i Dukagjinit westlich von Gjakova. Die höchsten Gipfel sind hier die Jezerca (2694 m ü. A.), die Maja Grykat e Hapëta (mit 2625 m ü. A. der dritthöchste Gipfel des Gebirges), die Maja e Hekurave (2559 m ü. A.), die Maja e Kollatës (2552 m ü. A.) mit dem Nebengipfel Zla Kolata (2538 m. i. J.), die Maja Rosit (2528 m ü. A.) und der Shkëlzen (2407 m ü. A.). Vom Jezerca-Massiv im Westen der Malësia e Vogël zieht sich ein die Grenze zu Montenegro bildender Gebirgskamm nach Osten, der in Albanien als Kollata, in Montenegro als Belić-Gruppe bezeichnet wird. Ganz im Osten erhebt sich das Shkëlzen-Massiv, südlich des Valbonatals der mächtige Gebirgsstock der Maja e Hekurave. Im Nordosten geht es in die Bjeshkët e Namuna të Kosovës über.
Wichtige Flüsse sind die Valbona, ihre Nebenflüsse Gash und Bistrica und der Curraj-Bach am Südrand. Auch die Stadt Bajram Curr und das Dorf Tropoja, das historische Zentrum, gehören zu diesem Gebiet.

### Dukagjin

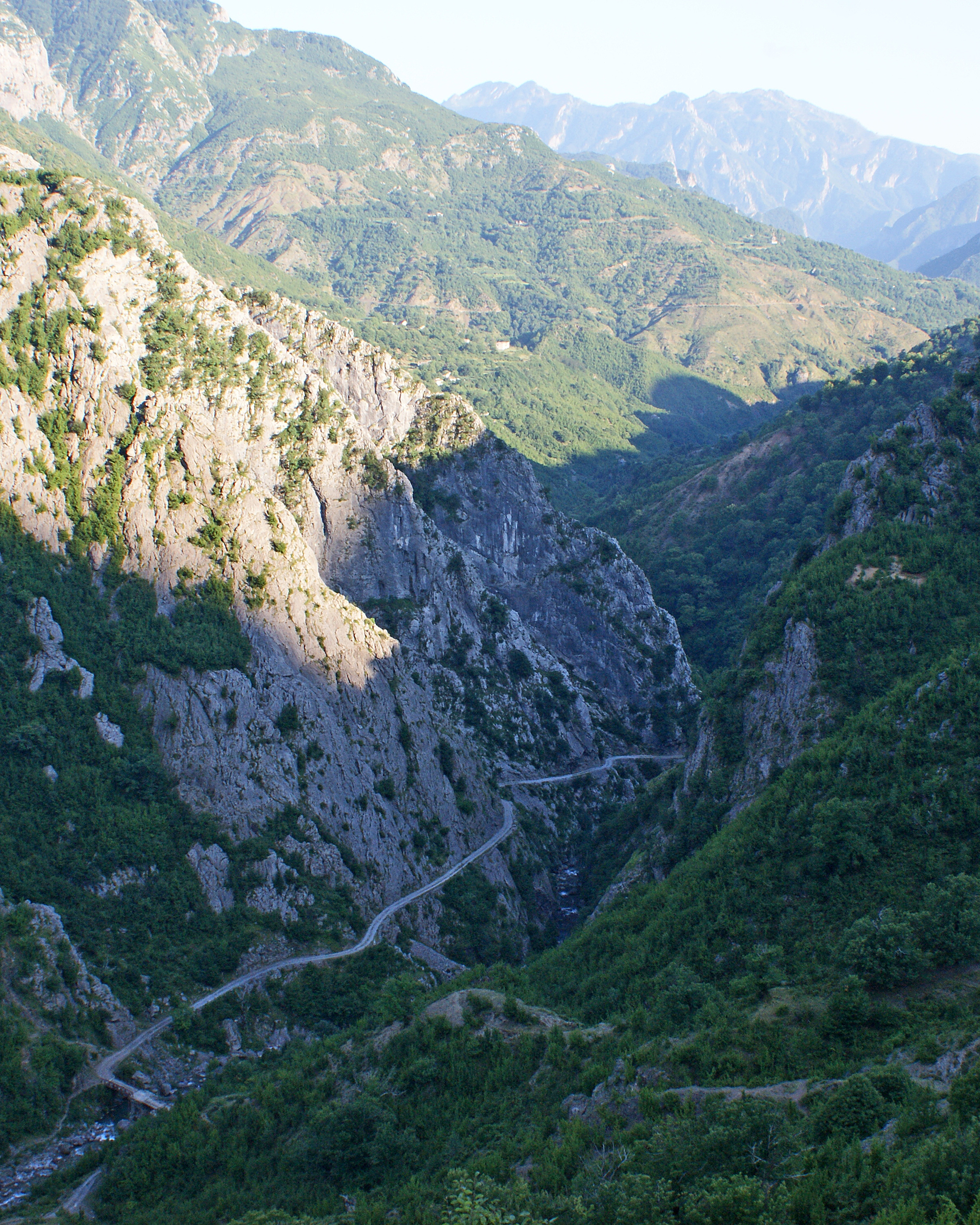
Oberes Kir-Tal bei Plan

Das südlich und östlich zur Malësia e Madhe angrenzende Bergland, das zum Drin hin entwässert wird, wird ethnographischen Kriterien folgend Dukagjin (Malësia e Dukagjinit) genannt. Es gehört heute mehrheitlich zur Gemeinde Shkodra. Das Dukagjin umfasst ein 814 Quadratkilometer großes Gebiet, das in etwa ein Dreieck bildet zwischen dem Jezerca-Block im Norden, dem Berg Maranaj (1576 m ü. A.) im Südwesten und dem Koman-Stausee im Südosten. Ein bedeutender Berg ist die Biga e Gimajve (2231 m ü. A.) an der Grenze zur Malësia e Madhe. Die wichtigsten Täler sind diejenigen des Kir und der Shala, deren Unterlauf Leshnica hieß, bis er vom Koman-Stausee überschwemmt wurde. Zwischen Kir- und Drin-Tal erhebt sich das Cukali-Massiv (Maja e Meqithit, 1734 m ü. A.), das sich geologisch aber vom Karst im Norden abhebt.
Im Dukagjin finden sich 32 Dörfer mit rund 5870 Einwohnern (Volkszählung 2011), die bis 2015 in den Gemeinden Shala, Shosh, Pult, Shllak und Temal zusammengefasst waren. Dazu gehört auch das bekannte Dorf Theth.
Im Kanun wird mit Dukagjin das Gebiet der Stämme Shala, Shoshi, Nikaj, Dushamani und Merturi bezeichnet.
Verwechslungsgefahr besteht mit zwei anderen Gebieten, die den gleichen Namen tragen: Einerseits heißt Metochien, der Westteil Kosovos, auf Albanisch Rrafsh i Dukagjinit. Andererseits gab es zu historischen Zeiten das Gebiet der Fürsten Dukagjini und den Sandschak Dukagjin, die im Bergland südlich des Prokletijes und des Drins lagen.

### Nordöstliche Ausläufer

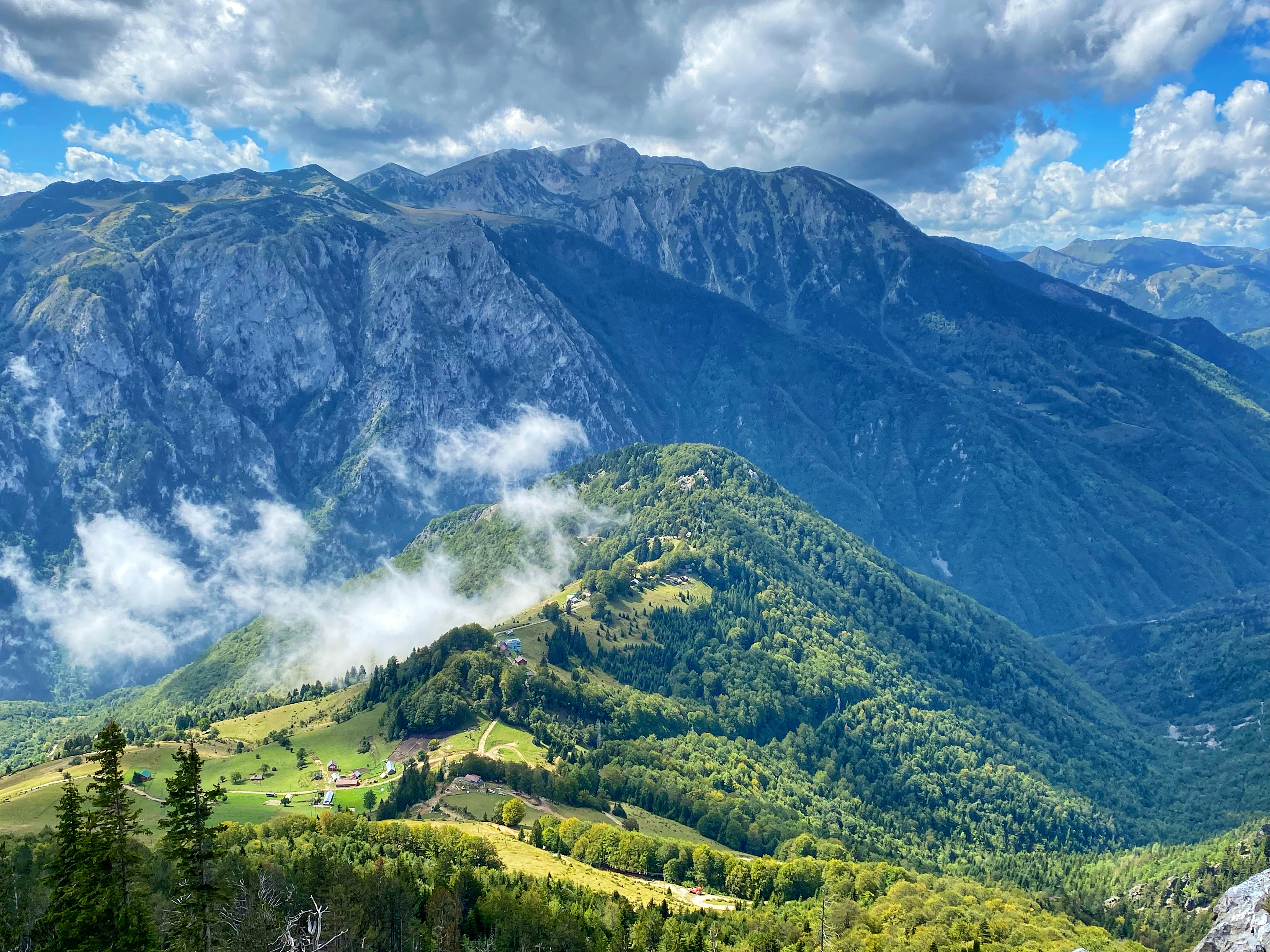
Rugova-Berge nordwestlich von Peja

Im Nordosten werden auch die Gebirge im Grenzgebiet zwischen Kosovo, Montenegro und Serbien jenseits der Rugova-Schlucht über die Mündung des Drin und das Gebiet der Gemeinden Istog im Kosovo und Rozaje in Montenegro bis Mitrovica zum Prokletije gerechnet. Hierzu zählen insbesondere die Massive Hajla, Žljeb und Mokra Gora.
Die Hajla liegt im äußersten Westen Kosovos nördlich des Tals der Pećka Bistrica, die sich hier durch die Rugova-Schlucht einen Weg nach Osten bahnt. Das Massiv gipfelt im gleichnamigen Gipfel auf 2403 m. i. J. Die kosovarisch-montenegrinische Grenze quert die höchsten Gipfel. Im Norden auf der montenegrinischen Seite entspringt der Fluss Ibar. Im kosovarischen Dorf Boga, das auf rund 1400 Meter am Fuß der Hajla liegt, stehen Wintersportlern Skilifte zur Verfügung.
Der Grenze nach Osten folgend, schließt sich an die Hajla das Žljeb-Massiv an. Es liegt nördlich von Peja. Der höchste Gipfel Rusulija (2381 m. i. J.) liegt etwas südlich der Grenze.
Weiter im Nordosten liegen die Mokra Gora. Der höchste Punkt ist der Pogled (2154 m. i. J.) auf der Grenze zwischen Kosovo und Serbien. Wenig westlich liegt der Beleg (2142 m. i. J.) auf der Grenze zwischen Kosovo und Montenegro – dazwischen liegt der Dreiländerpunkt.

### Kučka Krajina und Komovi
Die Zuordnung der Kučka Krajina zum Prokletije ist umstritten, liegt sie doch im Übergang zum montenegrinischen Hochkarst. Diese Berge, zu denen der Surdup (2184 m. i. J.), der Stitan (2165 m. i. J.), Žijevo (2131 m. i. J.) und Maglič (2142 m. i. J.) zählen, liegen in Montenegro wenig westlich der Grenze zu Albanien zwischen Lim, Tara und Morača.
Der nördlich an die Kučka Krajina angrenzende Komovi-Gebirgsstock mit Kučki Kom (2487 m. i. J.), Ljevoriječki Kom (2469 m. i. J.) und Vasojevicki Kom (2460 m. i. J.) als höchste Gipfel wird ebenfalls oft nicht mehr zum Prokletije gezählt; zumindest geologisch ist er anderen Ursprungs.

## Geologie

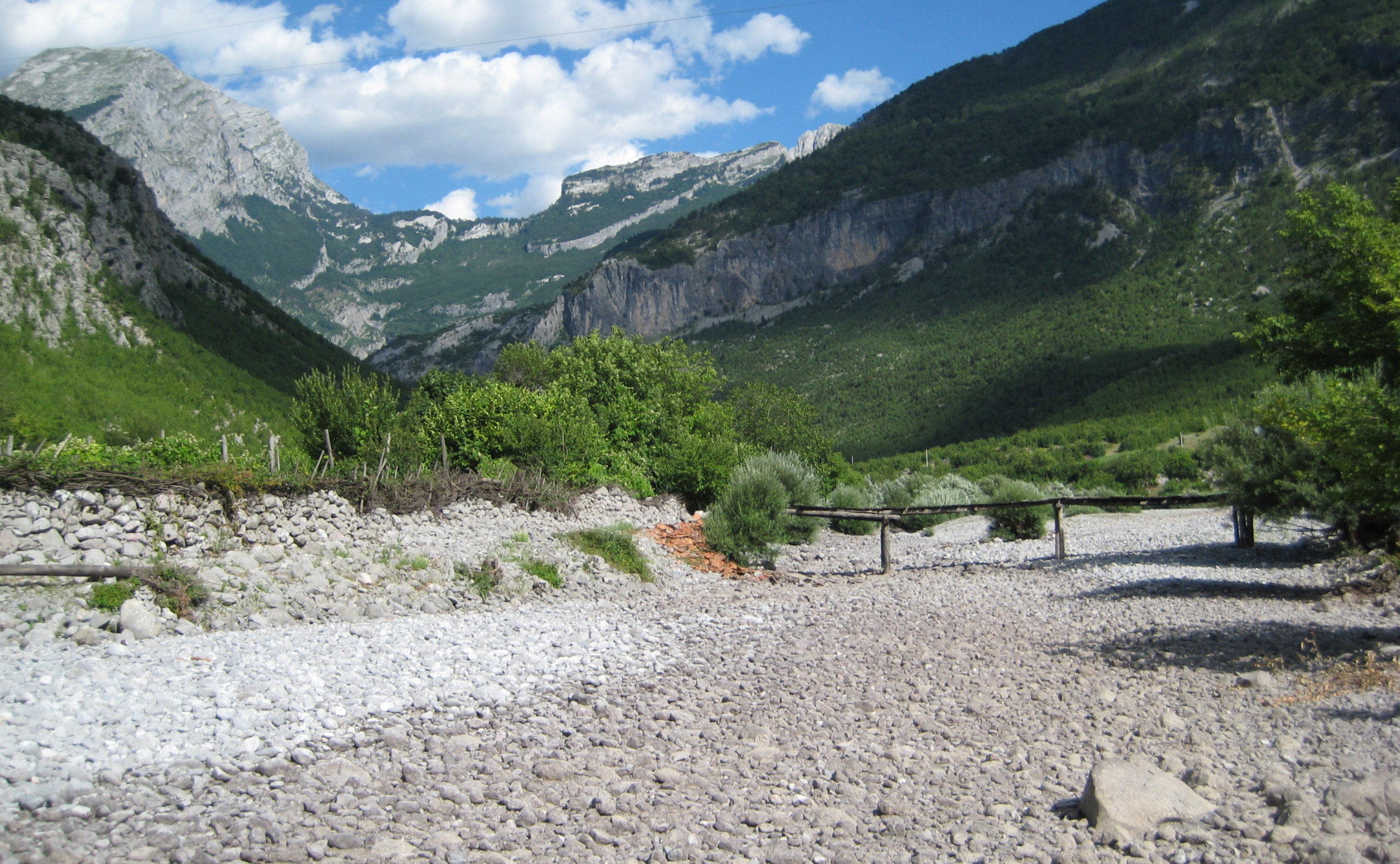
Im Tal des Cem i Vuklit beim Dorf Nikç

Strukturgeologisch überschieben sich im Prokletije die Decke des Hochkarsts mit der Durmitordecke. Tektonisch gehört der Hochkarst zu den jüngeren äußeren Dinariden, die Durmitordecke den inneren Dinariden an. Damit nimmt das Alter der geologischen Serien von Nordwesten nach Südosten ab.
In seinem westlichen und zentralen Teil ist das Gebirge vornehmlich aus einförmigen und mächtigen mesozoischen Kalken und Dolomiten des Jura- und Kreidezeitalters aufgebaut. Im zur Durmitordecke gehörenden Teil ist der Gebirgskomplex abwechslungsreicher und differenzierter aufgebaut, was kleinräumige Fazieswechsel bedingt.
Im östlichen Prokletije finden sich daher neben Kalk- und Dolomitserien spätpaläozoische und untertriassische Flysche, mitteltriassische Eruptivgesteine und mittel- und unterjurassische Metamorphite.
In seiner Gesamtheit ist das Gebirge aber noch heute nicht vollständig erfasst.

### Geomorphologische Prozesse
Das Prokletije-Gebirge ist ein typisches Hochgebirge mit ausgeprägtem Steilrelief und glazialem Formenschatz. Absolute Reliefenergien von 1800 m finden sich im Valbona-, Grbaja- und Ropojani sowie Cijevna-Tal, überhängende Wände und zugespitzte Grate wie Bergspitzen sind typisch für das westliche und zentrale Prokletije, im östlichen Gebirgsteil herrschen dagegen mildere Reliefformen vor. Für die starke pleistozäne Vergletscherung sind zudem Kartreppen und Trogtäler kennzeichnend.

#### Rezente Vereisung

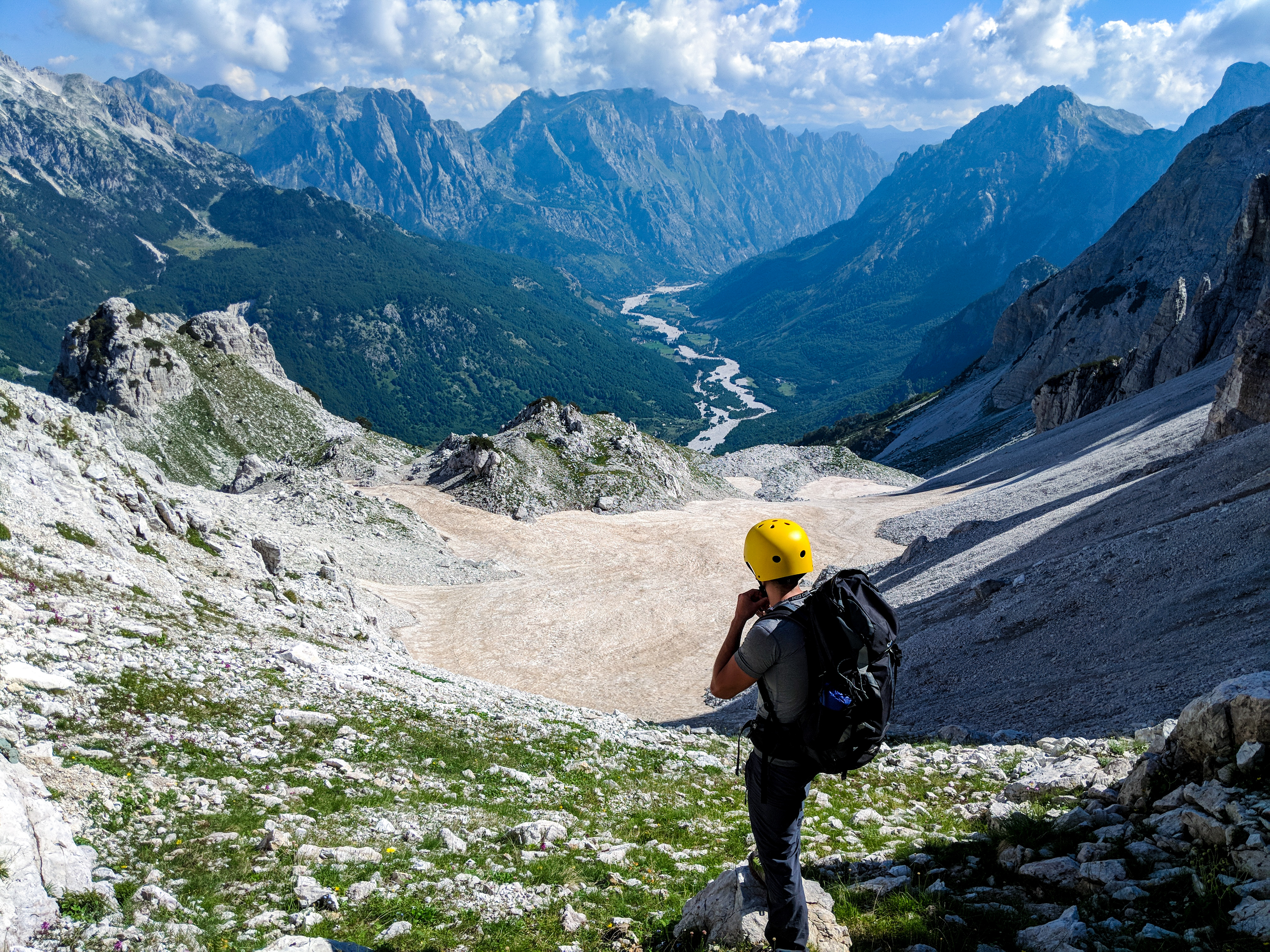
Glaziales Trogtal westlich von Valbona in Nordalbanien und Firnreste im August unterhalb der Maja e Boshit

An schattigen Nordosthängen zwischen 1980 und 2420 Metern Höhe finden sich im Prokletije nebst Schneefeldern rund ein Dutzend aktive rezente Gletscher sowie aktive und inaktive Blockgletscher. Unterhalb der Jezerce-Spitze liegen drei kleinere Hanggletscher von etwa 150 bis 250 Metern Länge, von denen der größte im Herbst 2006 eine Fläche von rund 7 Hektar hatte. Weitere kleinere Gletscher mit Längen bis fast 400 Metern bildeten sich an den Südhängen des Valbonatals rund um die Maja e Zhaporës (2561 m ü. A.) und die Maja e Brijasit (2567 m ü. A.). Zwei weitere Gletscher wurden in steilen Nordwesthängen zwischen Karanfili (2490 m. i. J.) und Maja Vukocës (2450 m ü. A.) nachgewiesen, ein letzterer im großen Kar zwischen Kollata (2552 m ü. A.) und Dobra Kollata (2528 m. i. J.). Nebst zwei Gletschern im Pirin-Gebirge in Bulgarien sind dies die südlichsten Gletscher Europas. Sie liegen alle unter der klimatischen Schneegrenze.
Die Trogtäler von Ropojani, Grbaja und Valbona wurden in der letzten Eiszeit von kilometerlangen Gletschern ausgeschliffen. Der im Haupttal des Lims gelegene Plavsko jezero galt lange als Zungenbeckensee, wird aber heute nicht mehr als solcher angesehen, da die Gletscher nie so weit vorgestoßen sind. Dagegen sind rund 20 kleinere Seen glazialen Ursprungs, so die Seengruppe Buni i Jezerce an der Nordseite der Jezerca (daher der Name See-Spitze), die Seengruppe Liqenet të Sylbicës im Nordosten Tropojas, der Ridsko jezero sowie Bukumirsko jezero und Rikavacko jezero in Montenegro und der Leqinat-See im Kosovo. Weitere kleine Seen gibt es im Kosovo rund um den Žuti kamen und die Gjeravica (Gjeravica-See, Zemra-See). Eine solche Anhäufung findet sich auf dem europäischen Festland sonst nur in den Alpen.

#### Verkarstung
Kennzeichnend für die verkarsteten Teil des Prokletije sind die zahlreichen, zum Großteil noch unerforschten Höhlen. Die Höhle Shpella e Puçit oberhalb von Boga gilt als die größte Höhle Albaniens. Sie ist 370 Meter tief, rund fünf Kilometer lang und trägt den Namen eines italienischen Speläologen. Eine sehr lange Horizontalhöhle, die seit Jahren erforscht wird, findet sich am Arapi.

#### Fluviale Dynamik

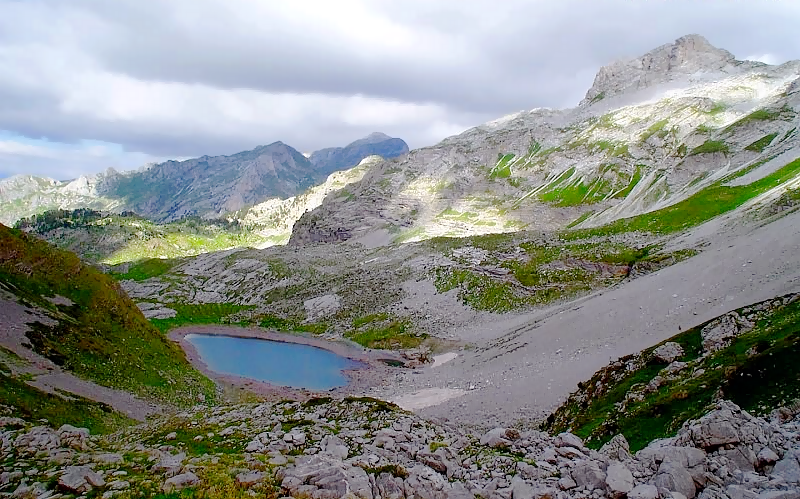
Gletschersee Liqen i Madhë im Jezerca-Massiv

Im Prokletije entspringen zahlreiche bedeutende Flüsse des südöstlichen Westbalkans. Am Nordrand nehmen die Tara und der Lim ihren Anfang, zwei Quellflüsse des größten dinarischen Flusssystems, der Drina. Der Lumi i Vermoshit, der in Montenegro Lim genannt wird, entspringt im nordwestlichen Gebirgsteil. Bei Plav fließt der Lim durch den See Plavsko jezero. Als Zufluss der Drina entwässert er mit den Quellflüssen der Tara ins Schwarzen Meer.
Das südliche Prokletije wird hingegen vom Drin und seinem Zufluss Valbona, welche die Südgrenze des Gebirges bilden, zur Adria hin entwässert. Die Valbona nimmt aus dem Nordosten noch den Gash auf. Im Westen des Gebirges ist die Cijevna (albanisch: Cem) der wichtigste Abfluss. Die Cijevna entwässert den nordwestlichen Teil im montenegrinisch-albanischen Grenzgebiet zur Adria. Bekannt sind daneben noch die Shala und der Kir im südlichen Prokletije, die aufgrund der Karstnatur der Bjeshkët e Namuna durch starke Wasserstandsschwankungen geprägt sind, die durch die karsthydrologischen Trockenheit verursacht werden. Am meisten Wasser führen die Flüsse im Mai während der Schneeschmelze. Das nur nach kräftigem Niederschlag Wasser führende Trockental des Përroi i Thatë (zu Deutsch: Trockener Bach), das dem Shkodrasee zuläuft, ist ein weiteres Beispiel von Karstflüssen.
Der Weiße Drin, dessen Quelle selbst am nordöstlichsten Rand des Gebirges liegt, nimmt im weiteren Verlauf zahlreiche Flüsse auf, die im Osten des Gebirges entspringen. Dazu gehören die Bistrica e Pejës und die südlicher gelegene Bistrica e Deçanit, die beide tiefe Schluchten bilden, und der Erenik.
Im Sommer führen die Flüsse nur wenig Wasser oder versiegen wie die meisten Wasserläufe gänzlich. Wasser ist im Gebirge dann sehr rar. In den wasserreichen Tälern der Flüsse Shala und Valbona tritt viel Wasser aus Quellen im Berg wieder zutage und wird dort auch zur Bewässerung von Feldern und Energiegewinnung genutzt. Oko Skakavica ist eine bedeutende Karstquelle im montenegrinischen Teil bei Vusanje.

## Klima

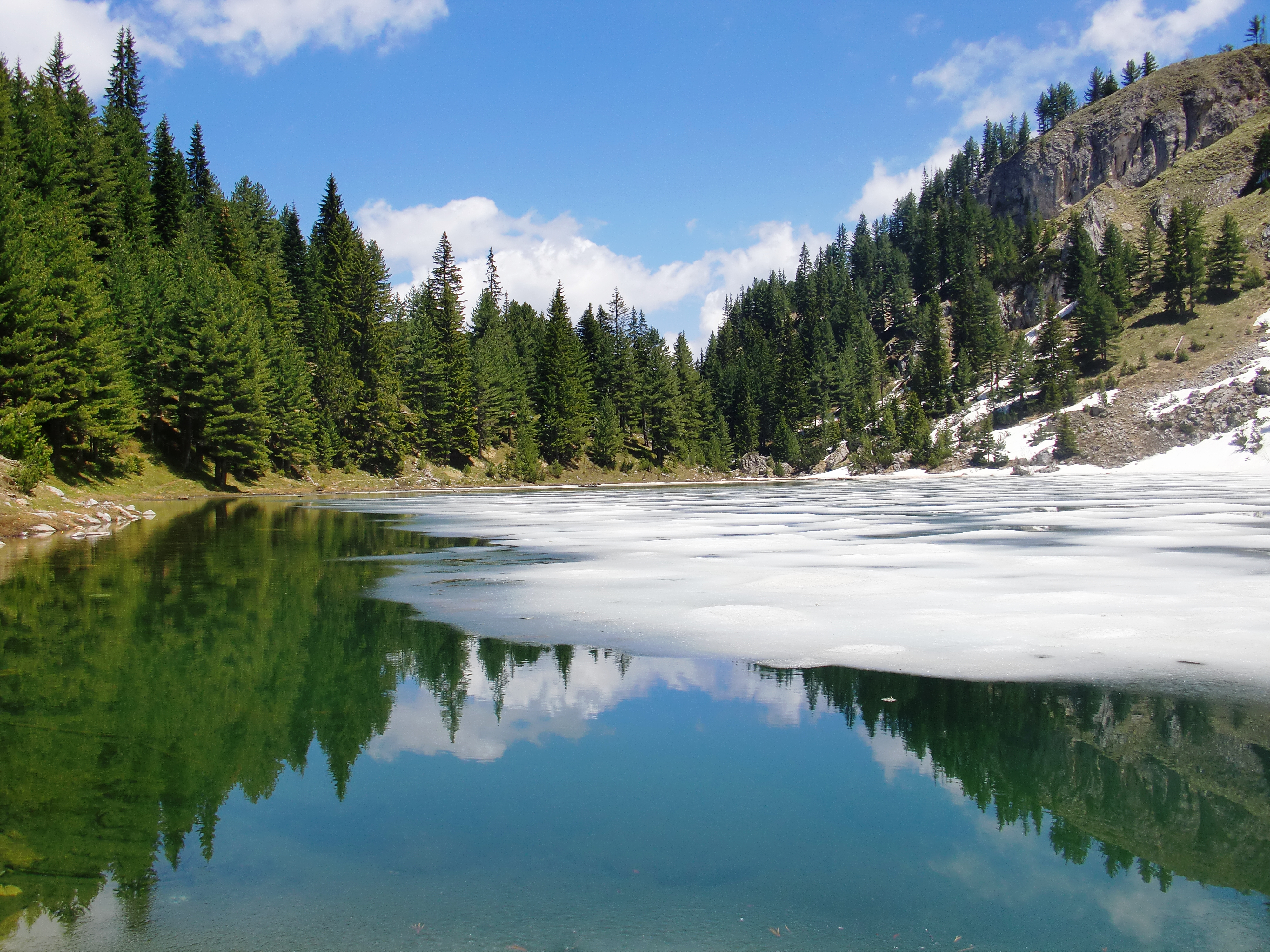
Letztes Eis und letzter Schnee im Mai bei einem Bergsee in Rugova

Das Klima im Prokletije ist von kalten Wintern und heißen, trockenen Sommern geprägt, wobei es in höheren Lagen auch im Sommer angenehm frisch ist. Das Gebirge ist sowohl den Einflüssen des Mittelmeerklimas als auch des Kontinentalklimas ausgesetzt. Der Westrand liegt unweit des Adriatischen Meers. Das Klima am Ostrand ist hingegen kontinentaler geprägt. Die Mitteltemperaturverteilung liegt bei 10 °C im Juli und −8 °C im Januar. Durchschnittstemperaturen in Theth sind 20,4 °C im Juli und −0,2 °C im Januar, im leicht höher gelegenen Vermosh sind sie mit 15,9 °C resp. −2,8 °C etwas tiefer.
Der Prokletije gilt als niederschlagreiches Gebiet mit Spitzen von über 3500 mm pro Jahr. Gerade im Dorf Boga im Trockenen Tal werden Niederschläge von 3033 Millimeter pro Jahr gemessen; im restlichen Gebirge sind 2000 bis 2500 Millimeter pro Jahr die Regel. Am meisten Niederschlag fällt in der kalten Jahreszeit, so allein im November über 500 mm. Auch bis zu zwei Meter Schnee sind üblich. In höheren Lagen ist auch im Hochsommer meist noch Schnee zu finden. Nur in sehr trockenen Jahren sind die Schneefelder im Hochgebirge im Verlaufe des Spätsommers und Herbstes verschwunden. Im Winter sind einige Dörfer im albanischen Teil des Prokletijes für Monate faktisch vollkommen von der Umwelt abgeschnitten.
Die Entdeckung rezenter Gletscher vor einigen Jahren ist für die weitere Klimaforschung von großem Interesse.

## Biogeographie

### Flora und Vegetation

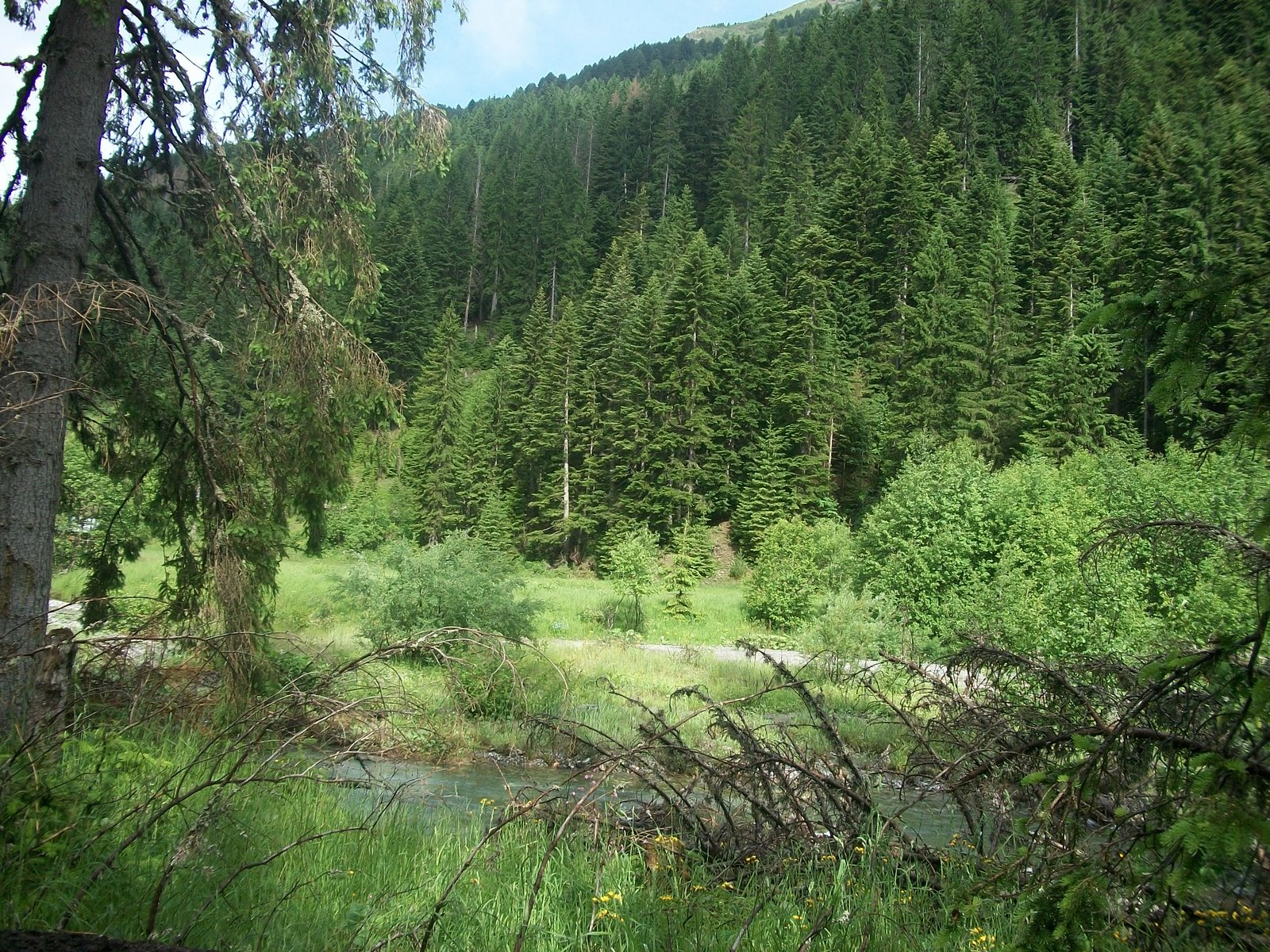
Alte Wälder an der Gjeravica im östlichen Gebirgsteil

Die Vegetation des Prokletije ist eine der reichhaltigsten der Balkanhalbinsel und gehört dem mitteleuropäischen Florengebiet an. Bis heute sind allein im albanischen Teil 1611 Wildpflanzen beschrieben worden. Insgesamt sind 50 endemische, sub-endemische sowie bedrohter Pflanzenarten nachgewiesen. Die südlichen Randgebirge zeigen schon sub-mediterranen Charakter. Für die tiefsten Tallagen der Schluchten und Sonnenhängen bedeutet dies immergrüne Macchie, in höheren Tallagen sommergrüne Sibljak-Strauchgesellschaften. Durch seine Höhe und topographisch begünstigter Habitate ist der Prokletije eines der Zentren der arkto-alpinen Reliktflora der Balkanhalbinsel. Von 77 arkto-alpinen Arten der ehemaligen Eiszeitflora der Balkanhalbinsel finden sich im Prokletije noch etwas mehr als 50 Arten. 19 Arten, die im Prokletije vorkommen, finden sich in der Roten Liste gefährdeter Arten.
100 Flechten-Spezies, 145 Pilze, aber nur 258 Taxa von Moosen wurden nachgewiesen.

#### Vegetationsstufen

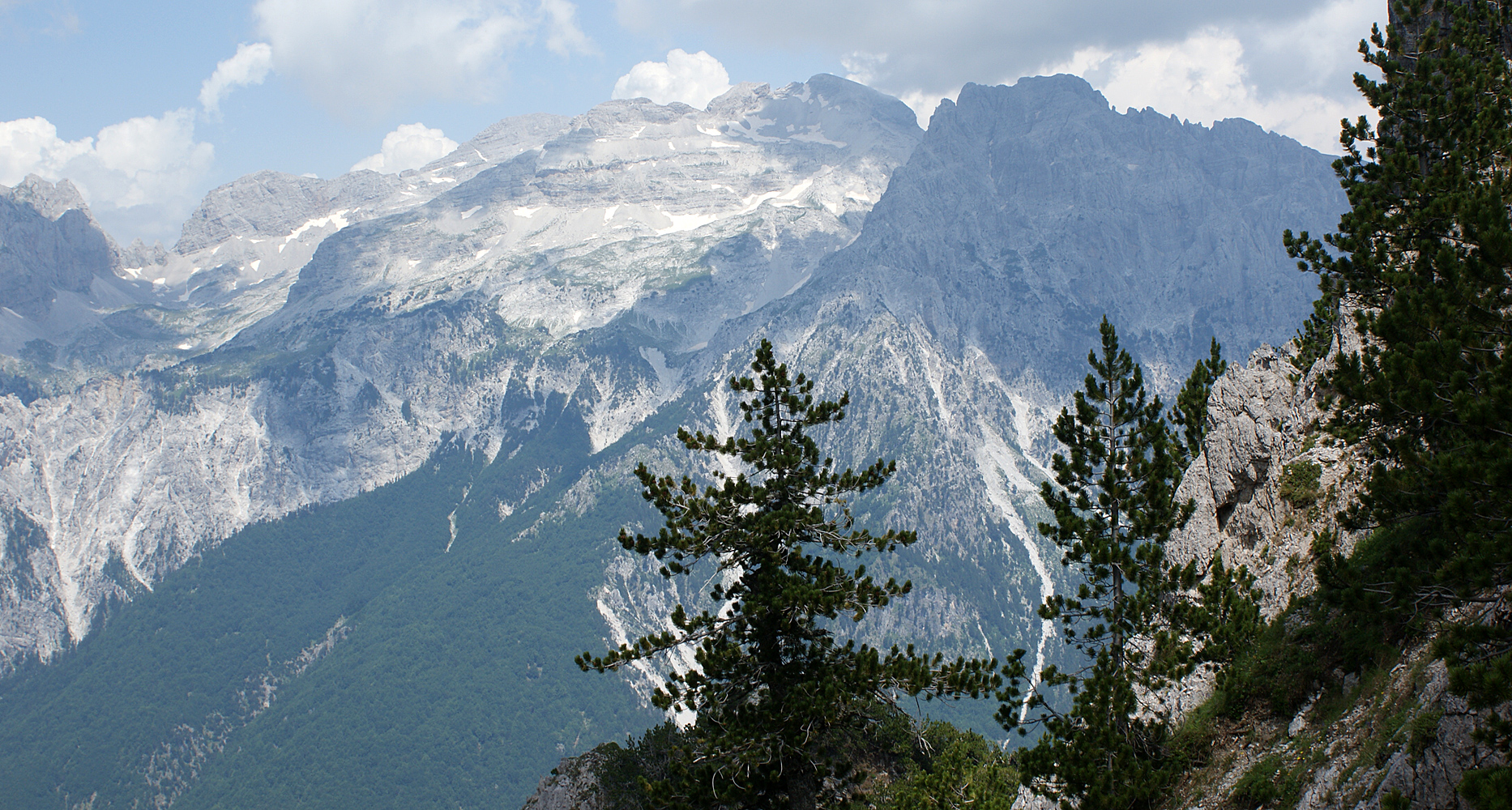
Pinus heldreichii vor Poplluk und Jezerca

Die Vegetationsstufen im Prokletije entsprechen den alpinen: Von kollinen Tallagen führen diese über die montane Bergstufe zu waldfreien alpinen und subalpinen Matten und der subnivalen Tundra, die durch die Wirkung des Permafrostes aus weitläufigen Schutthalden mit Rohböden geprägt wird. Eine echte nivale Stufe ist nicht flächig verbreitet, obwohl sich in den Hochlagen Schnee und Firnfelder auch über den Sommer halten können sowie sich vier sehr kleine Gletscher in beschatteten Hochlagen um die höchste Erhebung der Jezerca-Spitze erhalten haben.
Buchen- und Tannenwälder und in Silikatgebieten Fichtenwälder prägen die montanen Bereiche. Hier herrschen Rotbuchen (Fagus silvatica) vor, denen sich häufig Weiß-Tannen zustellen. Selten ist dagegen die für Nordeuropa typische Waldkiefer (Pinus sylvestris), häufig dagegen die trockenheitsresistente mittelmeerische Schwarzkiefer (Pinus nigra). Zitterpappeln (Populus tremula) sind an feuchten Standorten, Berg-Ahorn (Acer pseudoplatanus) und Gemeine Fichte (Picea abies) – das Prokletije ist eines der südlichsten Verbreitungsgebiete der Fichte in Europa – an der Waldgrenze verbreitet. Die „Kampfzonen“ des Waldes werden von dichten Dickichten der Bergkiefer (Pinus mugo) gebildet. Zwei Relikt-Koniferen, die Schlangenhaut-Kiefer (Pinus heldreichii) auf Karbonatgesteinen und die Mazedonische Kiefer (Pinus peuce) über Silikaten, sind typische Elemente der endemischen balkanischen Flora und von besonderem naturkundlichen Interesse. Die Waldgrenze befindet sich auf etwa 1700 Meter Höhe.
Die an alpinen Arten reichen Stufen gehören den Verbänden der Polster-Seggen und Blaugrasrasen des Seslerion juncifoliae sowie auf flachgründigen Gesteinsschutt-Kalkböden des Oxytropidion dinaricae an, die den alpinen Krummsegenrasen der Alpen entsprechen. Zu den zahlreichen, auch aus den Alpen bekannten alpinen Arten gehören die Alpen-Aster (Aster alpinus), Edelweiß (Leontopodium nivalis) und Weißer Silberwurz (Dryas octopetala). Diese sind wie die Arten der Schneetälchen-Gesellschaften als typische Hochgebirgspflanzen an kurze Vegetationszeit, hohe UV-Strahlung, Frost und magere Böden speziell morphologisch und ökologisch angepasst.

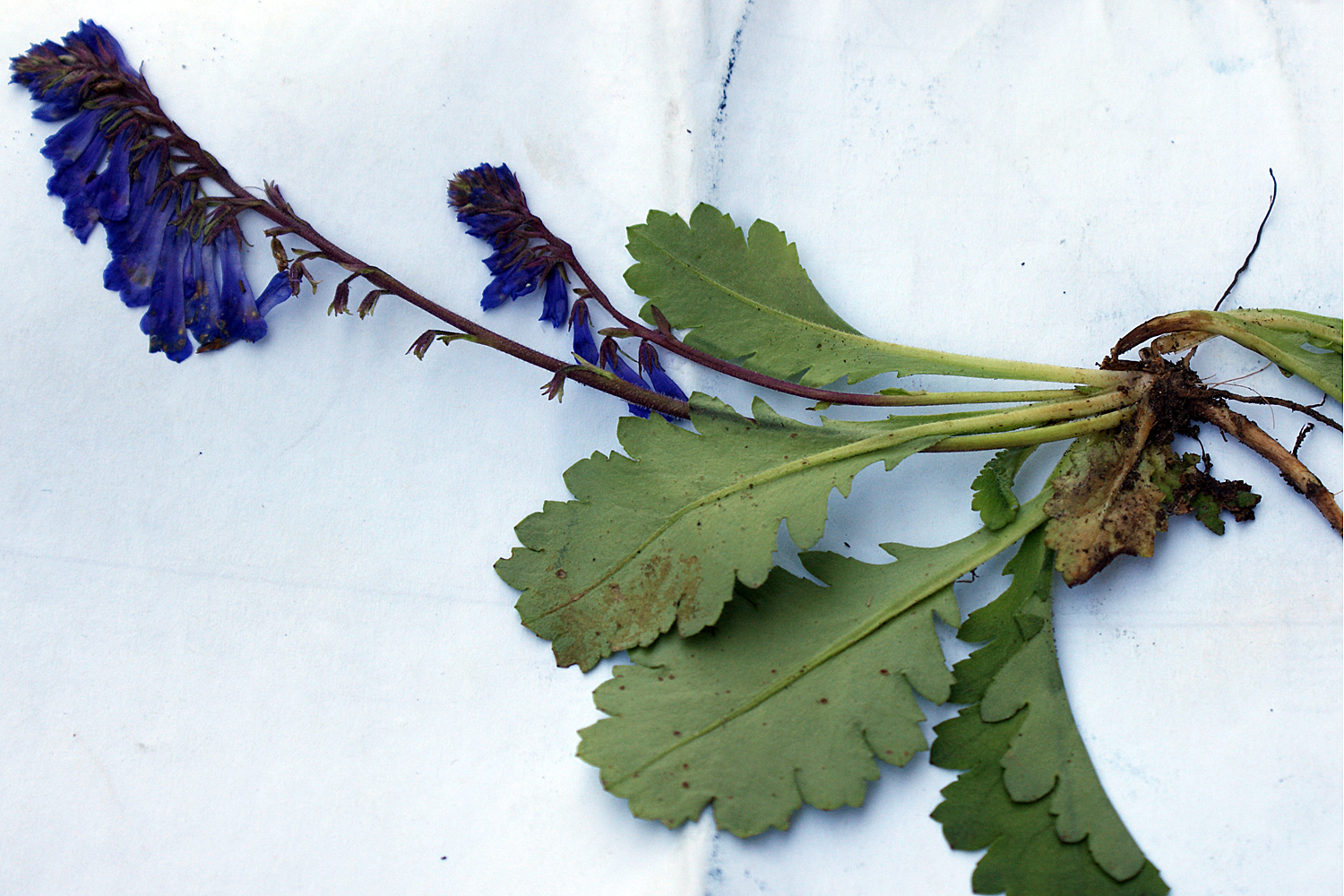
Wulfenia baldaccii, eine endemische Art

Die Felsgesellschaften im Prokletije sind besonders erwähnenswert, da sie reich an seltenen und endemischen Arten sind: darunter das Tertiärrelikt Neumayer-Krugfrucht (Amphoricarpos neumayerianus), Wulfenia carinthiaca subsp. blecicii, ein Wegerichgewächs (Plantaginaceae), das im zentralen Prokletije als disjunkte Art der alpinen Wulfenie über 700 Kilometer Luftlinie von dieser entfernt verbreitet ist, Petasites doerfleri, die nur an der Jezerca zu finden ist, die Albanische Lilie (Lilium albanicum) sowie die auf Serpentinböden vorkommende Viola ducagjinica am Gipfel der Radohina. Erwähnenswert ist außerdem Viola vilaensis Hayek, eine zur Art Viola chelmea gehörendes Veilchen aus dem montenegrinisch-albanischen Grenzgebiet, insbesondere am See Bukumirsko jezero in 2100 Meter Höhe verbreitet und zu einer nur in Kleinasien und dem Balkan verbreiteten Sippe gehörend, die durch ein verholzendes, kräftiges Rhizom, kleistogame Blüten und das Fehlen von Ausläufern speziell an die unwirtlichen Hochgebirgsklimate von trockenen Karst-Hochgebirgen angepasst sind. Im Prokletije ist zudem das einzige europäische Verbreitungsgebiet des tertiären Relikts von Forsythia europaea.

#### Nutzung von Heilpflanzen
Im Gebirge konnten über 100 Heilkräuter nachgewiesen werden, darunter Arten aus den Gattungen Primula, Satureja und Sideritis.
Das Sammeln von Heilpflanzen für kommerzielle Zwecke wird schon seit vielen Jahrzehnten praktiziert. Gesammelt werden vor allem Echter Salbei (Salvia officinalis), aber beispielsweise auch Gelber Enzian (Gentiana lutea), Schwarze Tollkirsche (Atropa belladonna), Schwarzer Holunder (Sambucus nigra), Preiselbeere (Vaccinium vitis-idaea), Herbstzeitlose (Colchicum autumnale), Wolliger Fingerhut (Digitalis lanata) und Hänge-Birke (Betula pendula). Das übermäßige Sammeln dieser Pflanzen stellt eine Gefährdung für einzelne Arten und die Biodiversität dar.

### Fauna

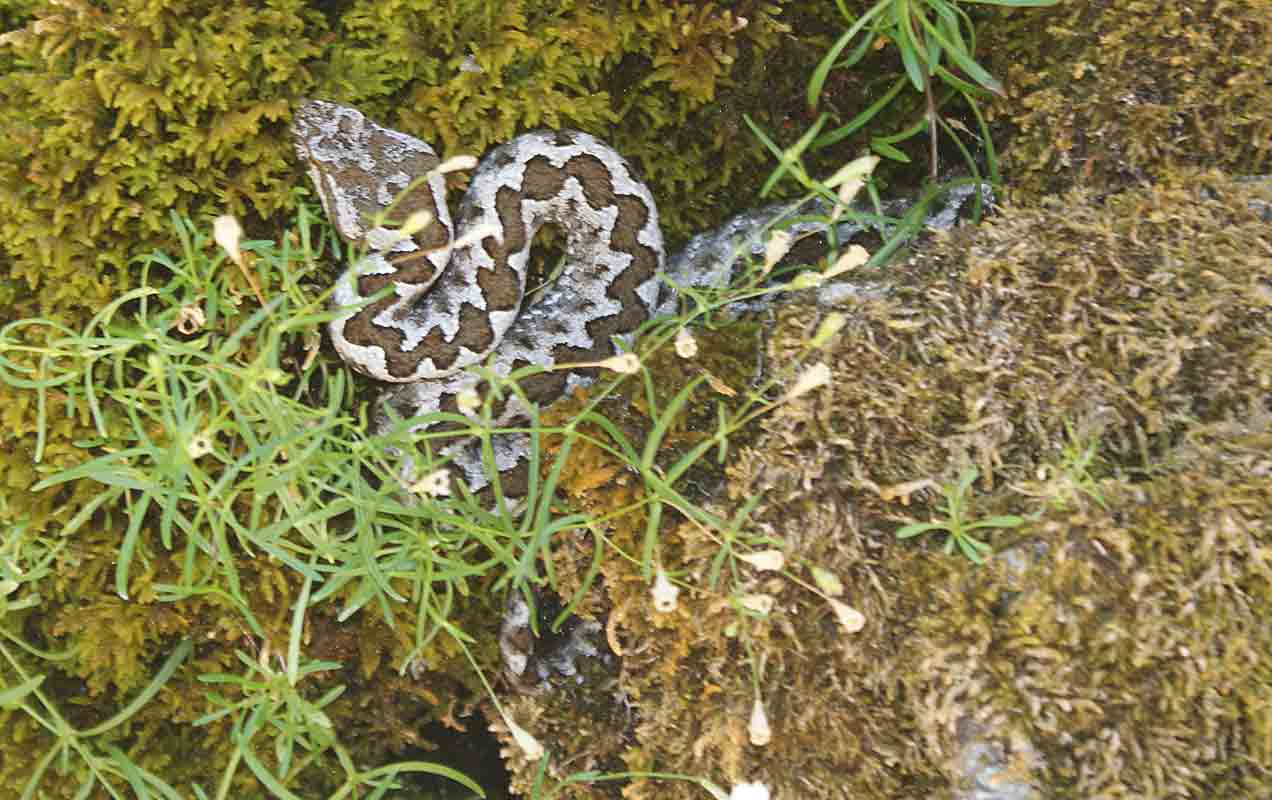
Hornotter an der Quelle des Cem

Unter den Säugetieren sind – nebst verbreiteteren Tieren wie Reh (Capreolus capreolus), Dachs (Meles meles), Fuchs (Vulpes vulpes) und Iltis (Mustela putorius) – anderswo längst ausgestorbene Arten wie der Braunbär (Ursus arctos), der Fischotter (Lutra lutra) und der Wolf (Canis lupus) anzutreffen. Auch Gämsen der Unterart Rupicapra rupicapra balcanica werden oft nachgewiesen. Der stark bedrohte Balkanluchs (Lynx lynx balcanicus), eine Unterart des Eurasischen Luchses, von der es nur noch 30 bis 50 Exemplare geben soll, hat im Prokletije sowohl im Norden Albaniens wie auch im Rugovatal ein letztes Rückzugsgebiet gefunden; Nachweise sind aber extrem selten. Der ungarische Forscher Nopcsa spekulierte, ob zur Zeit seiner Reisen vor dem Ersten Weltkrieg noch Mufflons im Prokletije lebten.
Vielfältig ist die Vogelwelt mit über 200 verzeichneten Arten. Nach wie kommen zum Beispiel Steinadler (Aquila chrysaetos), Schlangenadler (Circaetus gallicus), Wespenbussard (Pernis apivorus), Wanderfalke (Falco peregrinus), Alpensteinhuhn (Alectoris graeca), Uhu (Bubo bubo), Zwergohreule (Otus scops), Schneefink (Montifringilla nivalis) und Auerhuhn (Tetrao urogallus) vor.
Die Prokletije-Gebirgseidechse (Dinarolacerta montenegrina) ist eine endemische Echsenart des Prokletije. Sie gilt als Reliktart und wurde bisher von zwei Stellen in Montenegro und einer Population in Albanien beschrieben. Die Art besiedelt insbesondere sub-alpine Panzerkieferwälder, wo sie meistens um feuchte Plätze an Quellen und Glazialseen beobachtet wurde. Insgesamt gilt das Gebiet als ein Zentrum der europäischen Herpetofauna. Auffallend sind auch Amphibien der Gewässer und Feuchtbiotope. Darunter fällt die Südgrenze der europäischen Verbreitung des Alpensalamanders (Salamandra atra). Im Hridsko jezore findet sich ein besonderes Zentrum neoteniescher Population des Bergmolches (Triturus alpestris). In größeren Glazial-Seen des Prokletije wie im Visitorsko jezero wurden solche Populationen mit großen Beständen an Bergmolchen durch Introduktion von Fischen stark dezimiert. Waldeidechsen kommen in Buchen-Hochwäldern und den Wäldern mit Mazedonischer Kiefer vor. Sie wurden bisher aber nur um den Hridsko-See gefunden. Unter den Amphibien sind weiterhin Feuersalamander (Salamandra salamandra) und Gelbbauchunken (Bombina variegata), Griechische Frosch und auch die Riesen-Smaragdeidechse (Lacerta tirlineata) verbreitet. Nennenswert sind noch die Zauneidechse (Lacerta agilis), die Smaragdeidechse (Lacerta viridis), die Griechische Landschildkröte (Testudo hermanni) sowie die giftige Hornotter (Vipera ammodytes) und die Kreuzotter (Vipera berus), die zu den echten Ottern gehören.
In den Flüssen finden sich die zu kapitalen Fischen heranwachsenden Marmorata-Forellen (Salmo trutta marmoratus, Salmo trutta macrostigma), im Cem die lokale Strömer-Unterart Leuciscus souffia montenegrinus.

### Naturschutz

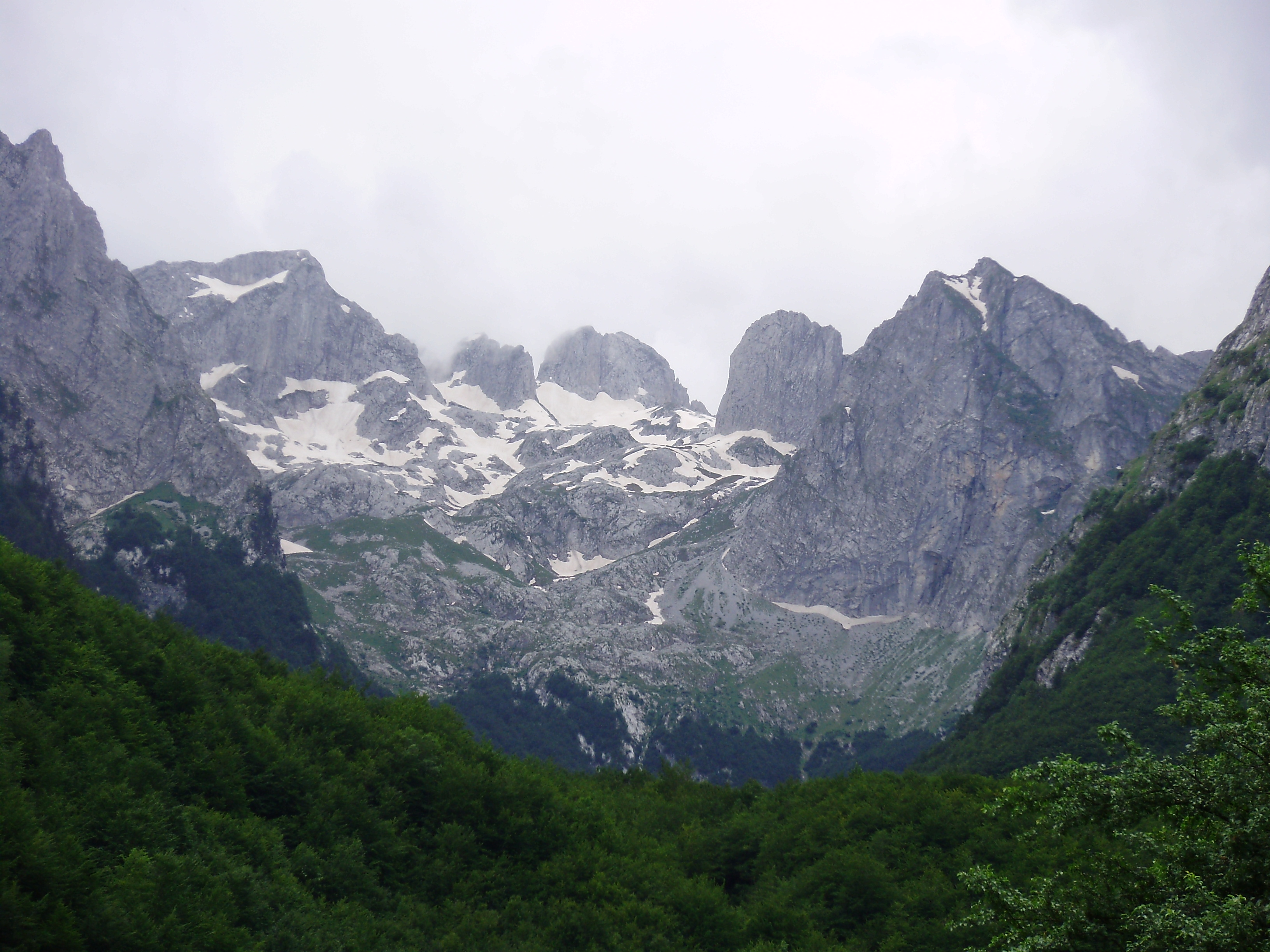
Bergwelt im montenegrinischen Nationalpark: südlicher Abschluss des Grbaja-Tals südwestlich von Gusinje

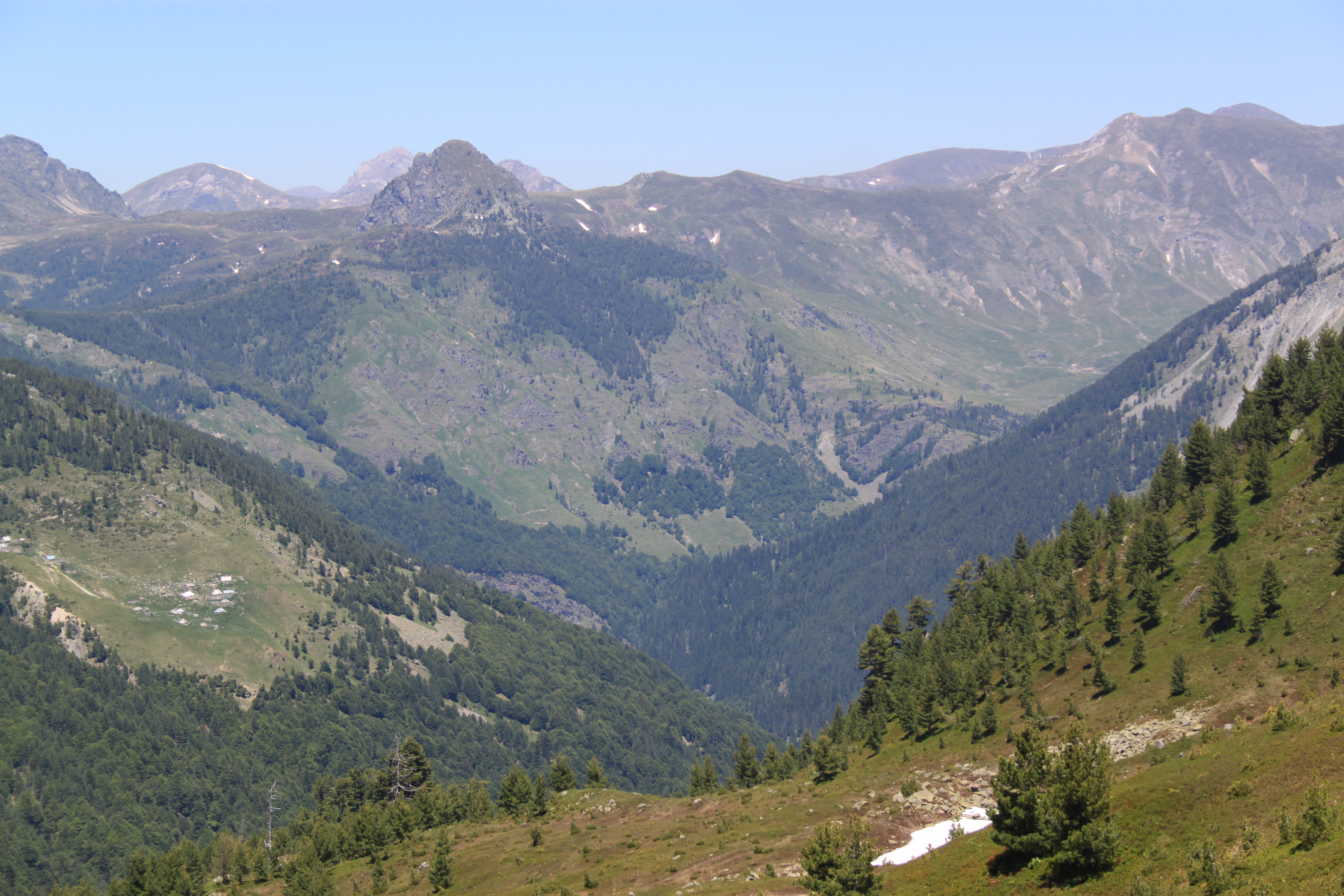
Naturreservat Lugina e Gashit

Dank seiner abgeschiedenen Lage und den tiefen Lebensumständen ist die natürliche Umwelt im Gebirge allgemein noch gut erhalten. Diverse Regionen des Gebirges sind bereits als Naturschutzgebiete ausgewiesen:
- In Albanien der Nationalpark Alpen Albaniens, der 828 Quadratkilometer groß ist. Er erstreckt sich entlang der Grenze von Vermosh bis zur Gjeravica. In ihm wurden 2022 nebst weiteren Gebieten ältere,  bestehende Nationalparks zusammengeführt, den alten Nationalpark Theth (2300 Hektar), der östlich angrenzende Nationalpark Valbonatal (8000 Hektar) und das Naturreservat Lugina e Gashit (Gash-Tal), das 3000 Hektar im Nordosten der Gemeinde Tropoja am Dreiländereck umfasste.[23]
- Der montenegrinische Teil des zentralen Prokletije ist seit 2009 gänzlich als Nationalpark geschützt: Der Nationalpark Prokletije umfasst eine Fläche von 16.630 Hektar, vorwiegend südlich des Lim und östlich von Plav.[75][76][77]
- Im Kosovo wurden im Jahr 2013 ganze 62.488 Hektar mit der Rugova-Schlucht im Tal der Pećka Bistrica bei Peja als Nationalpark Bjeshkët e Nemuna geschützt.[78] Zudem ist die Rugova-Schlucht ein Naturdenkmal (4301 Hektar), und es gibt einige weitere sehr kleine Naturreservate und Naturdenkmäler.[23]

Es gibt Bemühungen, die geschützten Gebiete in den drei Ländern zu einem großen länderübergreifenden Schutzgebiet zu vereinen. Albanian und Kosovo haben 2013 bereits eine Zusammenarbeit in diesem Bereich beschlossen.
Im Gash-Tal wurde der größte Buchenurwald des Gebirges 2017 in die Liste des UNESCO-Welterbes aufgenommen. Das abgelegene, 1262 Hektar große Gebiet gehört zu den Buchenurwäldern und Alten Buchenwäldern der Karpaten und anderer Regionen Europas, das 66 weitere Schutzgebiete in zahlreichen Ländern Europas umfasst.
Das Tal von Nikaj-Mërtur, südlich des Valbonatals, ist seit 2008 als Regionaler Naturpark geschützt. 2017 wurden die Regionalen Naturparks in Kommunale Naturparks verwandelt. Die abgeschiedene und nur dünn besiedelte Region umfasst rund 17.505 Hektar. Als Naturpark geschützt ist das Shala-Tal südlich vom Nationalpark – dieses 10.619 Hektar große Gebiet wurde 2022 unter Schutz gestellt.
Obwohl das Prokletije noch wenige Zerstörungen durch Menschen aufweist, ist der Druck auf die Natur groß. Illegale Rodungen der Wälder sind heute in ganz Albanien und Kosovo ein großes Problem. Davon sind weite Teile des Gebirges inklusive der Naturschutzgebiete betroffen. In trockenen Sommern kommen immer wieder Waldbrände vor, die zum Teil absichtlich gelegt werden. Alle großen Säugetiere wie Wölfe, Gämsen, Füchse, Dachse und Wildschweine sowie die großen Greifvögel werden ohne Rücksicht auf Nationalparkgrenzen gejagt; auch illegales Fischen und übermäßiges Sammeln von Pflanzen wurde festgestellt. In den letzten Jahren wurden zudem vermehrt illegale Bauten festgestellt. Es fehlen auch Abwasser- und Müllentsorgungseinrichtungen. Ansonsten ist die Umweltverschmutzung aber noch bescheiden, da es keine nennenswerte Industrie oder Bergwerke gibt. Luft- und Wasserqualität sind gut, die Fließgewässer meist in natürlichem Zustand.

## Besiedlung, Wirtschaft und Verkehr

### Siedlungen und Infrastruktur

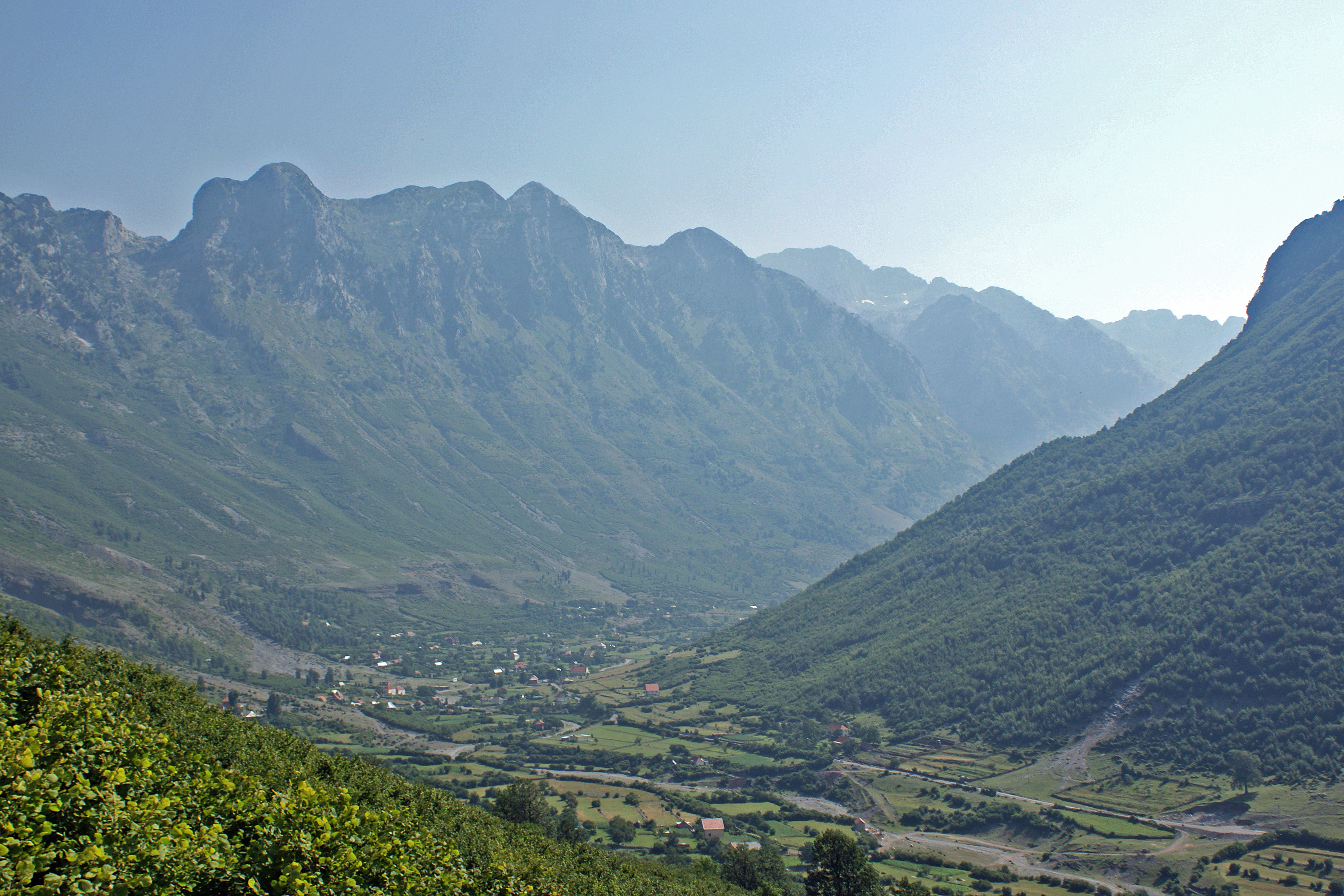
Die verstreuten Häuser des Dorfes Boga im Tal des Përroi i Thatë

Das Prokletije ist von Albanern, Montenegrinern, Serben und Bosniaken bewohnt, jedoch nur sehr dünn besiedelt. An den Rändern gibt es einige Kleinstädte, die als regionale Zentren dienen: das albanische Koplik und das montenegrinische Tuzi im Westen unweit des Shkodrasees, Plav und Gusinje im Tal des oberen Lim in Montenegro am Nordrand, sowie Bajram Curr, der Hauptort der Gemeinde Tropoja, im östlichen Prokletije. Auch die etwas weiter entfernten größeren Städte Shkodra, Podgorica, Rozaje, Gjakova, Peja und Istog können Teile des Prokletije zu ihrem Einflussgebiet zählen und werden als überregionale Zentren von den Bewohnern des Berglands für Besorgungen, Behördengänge und Marktverkäufe frequentiert. Die Einwohnerzahl inklusive der Bevölkerung in den Randzonen und zugehörigen Städten summiert sich auf geschätzte 150.000 Menschen.
Innerhalb des Gebirges gibt es lediglich Dörfer mit bis zu einigen Hundert Einwohnern. Oft sind es ausgeprägte Streusiedlungen ohne klaren Kern. Kompaktere Siedlungen gibt es im östlichen Bereich. Zu den größten Ortschaften zählt Tamara im Tal des Cem, das zu Kelmend gehört. Die ehemalige Gemeinde mit acht Dörfern – darunter auch Vermosh – zählte 3056 Einwohner (Volkszählung 2011). Tamara verfügt heute als einziger Ort im zentralen Gebirge über Infrastruktureinrichtungen wie eine weiterführende Schule (albanisch Shkolla e mesme) und – neben Vermosh – eine Geburtsklinik. Bis zum Zusammenbruch des kommunistischen Systems gab es solche Einrichtungen zum Beispiel auch im Shala-Tal, wo in Breglumi ein kleines Verwaltungszentrum mit kommunaler Verwaltung, Mittelschule, kleinem Spital und Militär bestand. Viele Bewohner der Dörfer im inneren Prokletije wie Boga, Theth oder Valbona leben nur in den Sommermonaten dort, da diese Dörfer im Winter oft über Wochen oder Monate von der Umwelt abgeschnitten sind und die Versorgungslage sehr schlecht ist.
Neben der saisonalen Abwanderung leidet das ganze Gebirge unter einer starken Auswanderung, da es neben der Landwirtschaft kaum Einkommen gibt. Schlechte Infrastruktur, der Krieg im Jahr 1999 und Überalterung verstärken diese Abwanderungstrends. Gerade in Albanien ziehen viele in der Hoffnung nach Arbeit und etwas mehr Komfort in die Gegend von Shkodra oder Koplik, nach Tirana oder ins Ausland. Da die Zahl der ganzjährigen Bevölkerung und somit auch der Kinder immer kleiner wird, gibt es nur wenige staatliche oder kommunale Angestellte wie Lehrer. Viele Dörfer sind schon vor dem 15. Jahrhundert besiedelt worden. Einzelne Täler, die zum Ende des Kommunismus mehrere Tausend Einwohner zählten, drohen heute zu entvölkern. So ist in den ehemaligen Gemeinden des Dukagjin die Bevölkerung von 12.000 im Jahr 1990 auf rund 7000 im Jahr 2001, was in etwa der Bevölkerung der späten 1920er Jahre entspricht, und auf 5870 Personen im Jahr 2011 zurückgegangen.
Wasserkraft wird nur am Drin in größerem Umfang genutzt. In vielen Dörfern wie bei Theth und Tamara gibt oder gab es aber kleine Wasserkraftwerke, die die Umgebung mit Strom versorgen sollten.

### Landwirtschaft
Das Prokletije gehört in allen drei Staaten zu den ärmsten Regionen, der albanische Teil ist aber besonders wenig entwickelt.
Die Landwirtschaft ist der wichtigste Wirtschaftszweig, wobei vor allem die Viehzucht wichtig ist. Gehalten werden vor allem Schafe, daneben einige Kühe und Ziegen. Es wird Gemüse angebaut und Früchte werden geerntet. Als Produkte werden insbesondere Schafskäse, Schnaps, Honig, gesammelte Beeren und Heilkräuter sowie Handwerkskunst vertrieben. Wie in ganz Albanien und Kosovo betreiben die meisten Bauern aber nur Subsistenzwirtschaft und sind oftmals von Überweisungen von Familienangehörigen im Ausland abhängig. Ein durchschnittlicher Hof im Dukagjin hatte Mitte der 1990er Jahre einen Grundbesitz von 1500 bis 3000 Quadratmetern, ein bis drei Kühe, 15 Schafe und Ziegen, zwei oder drei Schweine und ein paar Hühner.
Neben der Landwirtschaft bieten Forstwirtschaft – oft illegal – und in bescheidenem Umfang auch der Tourismus ein Einkommen. Industrie gibt es im Gebirge nicht.
Im Sommer 2014 hat die Polizei im Dukagjin mehrere Hundert Cannabisfelder zerstört. Das Gebiet wurde auch Lazarat des Nordens genannt – wie in Lazarat traf die Polizei in diesem abgeschiedenen Gebiet auf bewaffneten Widerstand.

### Tourismus

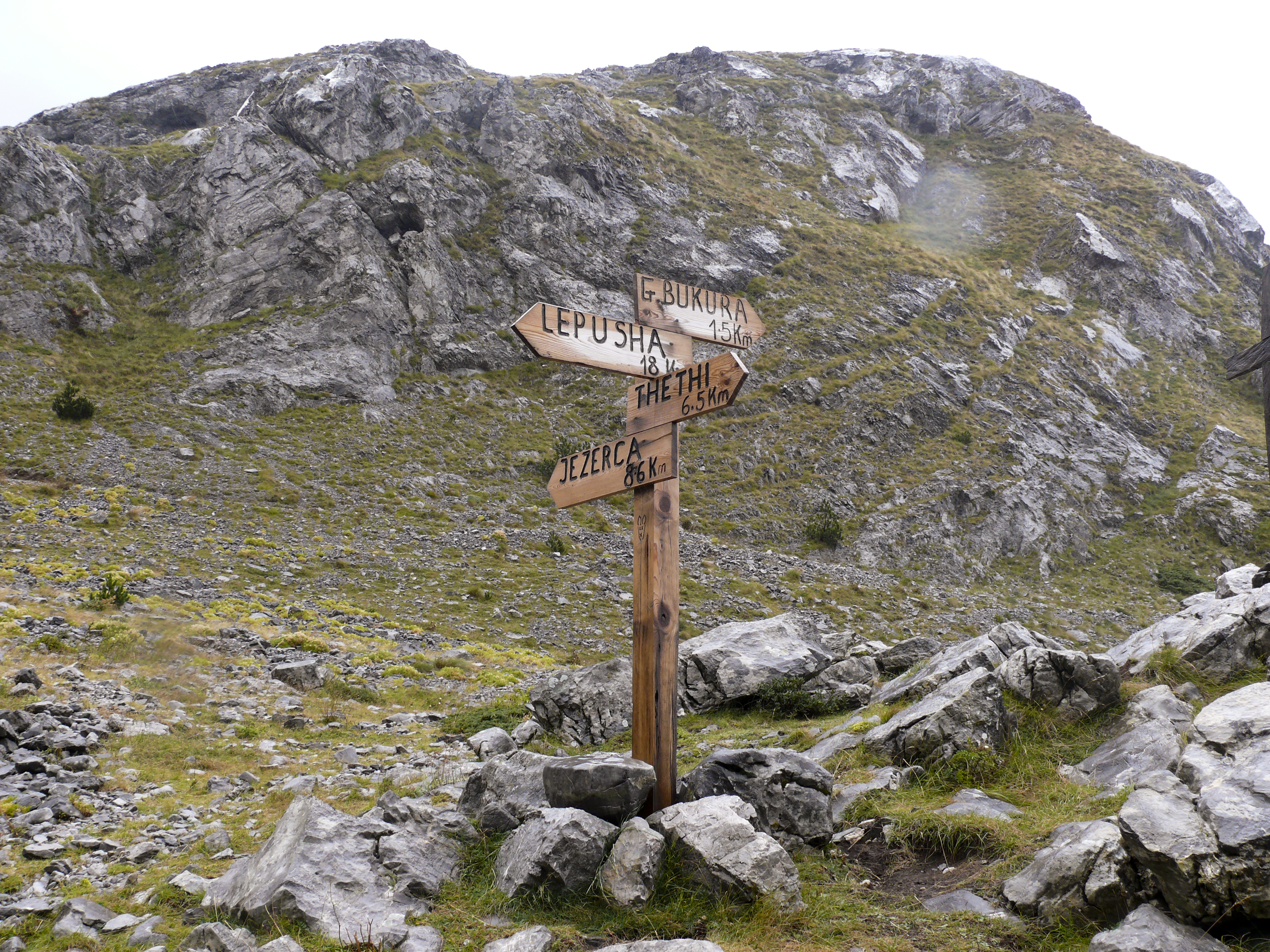
Vereinzelte neue Wegmarkierungen erleichtern Touristen die Orientierung im Gebirge.

Tourismus bietet dank der „ganz besonderen Landschaft und des hohen natürlichen Werts dieser Gebirgszüge“ (UNEP) ebenfalls ein gewisses Potential. Die touristische Infrastruktur ist aber bescheiden oder fehlt gänzlich und bietet somit noch wenig Einkommen. Die touristische Angebot wird aber laufend ausgebaut. Rund um Plav und Gusinje gibt es schon lange Bergtourismus in bescheidenem Umfang. 2008 wurde von deutschen Kletterern ein Sportklettergebiet eingerichtet. Im Gebiet von Hajle im Kosovo gibt es sogar Wintertourismus, während in der Rugova-Schlucht 2013 der erste Klettersteig des Balkans eröffnet wurde.
Auch in Albanien hat sich in einigen wenigen Orten wie Theth der Berg- und Wandertourismus in den letzten Jahren stark entwickelt. Mit initialer Hilfe der GTZ wurden in Privathäusern Touristenunterkünfte errichtet; 2010 standen in Privatunterkünften 130 Betten zur Verfügung – 100 mehr als noch 2007. Zudem wurden – mit dem Fernwanderweg Peaks of the Balkans sogar über die Grenzen hinweg – Wanderwege ausgebaut und markiert sowie Wegweiser, Orientierungskarten aufgestellt und die Publikation von Wanderführern finanziert. Im Zeitraum 2006 bis 2009 ist in Theth die Zahl der Touristen von rund 300 auf 7500 pro Jahr gestiegen – im Gegensatz zum restlichen Albanien handelt es sich dabei mehrheitlich um ausländische Reisende. Aus dem Tourismus sind den Bewohnern des Dorfes in dieser Zeit Einnahmen von schätzungsweise 150.000 Euro erwachsen.
Einzelne Hotels gibt es auch in Valbona und Razma, einem Ausflugsziel auf einer Terrasse am westlichen Rand der Malësia e Madhë, sowie in den größeren Orten am Rande des Gebirges wie Plav, Tuzi, Bajram Curr, Deçan, Istog und Peja. Einige der Flüsse eignen sich zum Befahren mit Kajaks.

### Verkehrswege

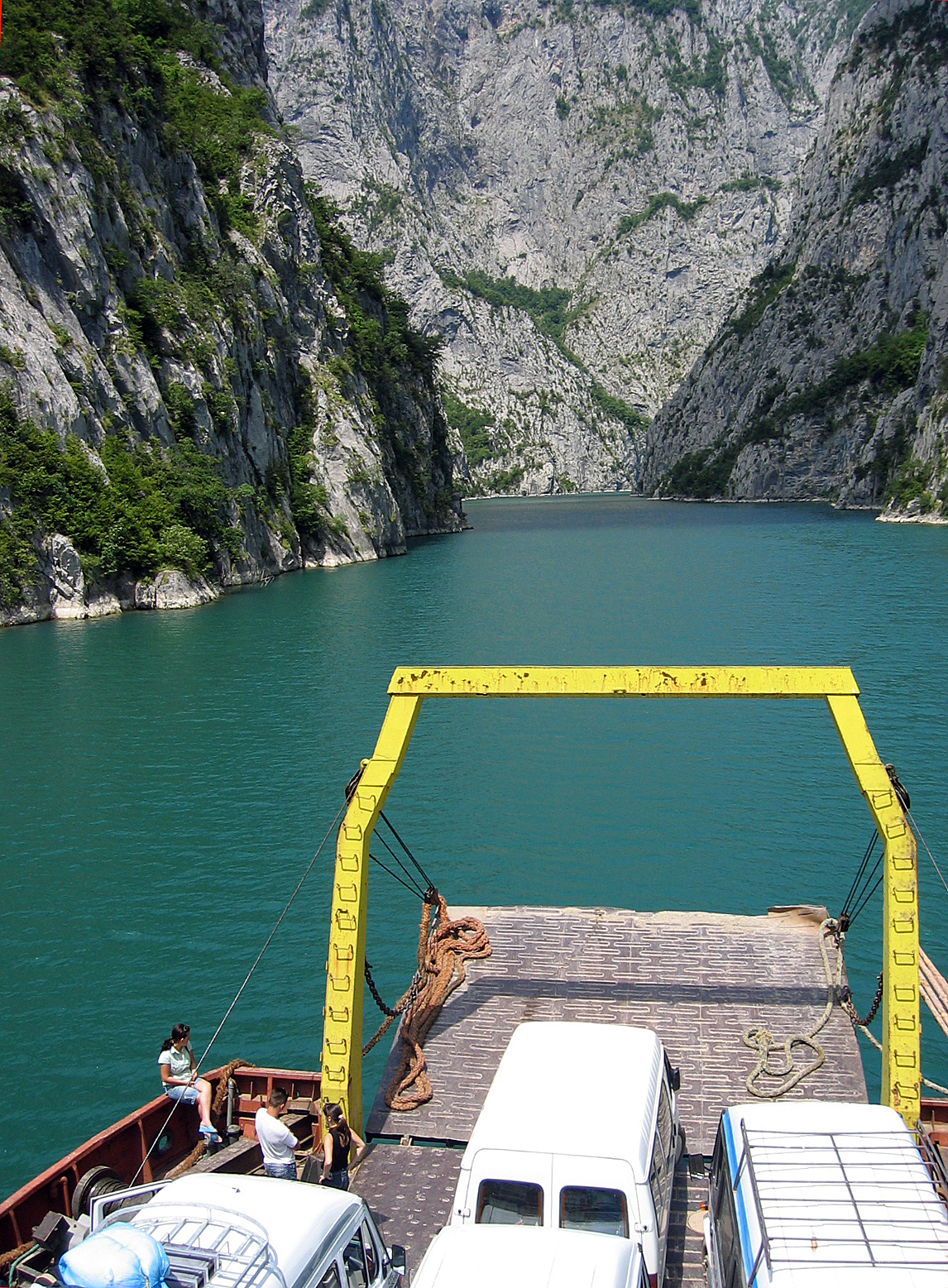
Die Autofähre durch die Drin-Schlucht hat ihren Dienst nach der Eröffnung neuer Verkehrswege 2012 eingestellt und verkehrt seither nur gelegentlich im Sommer.

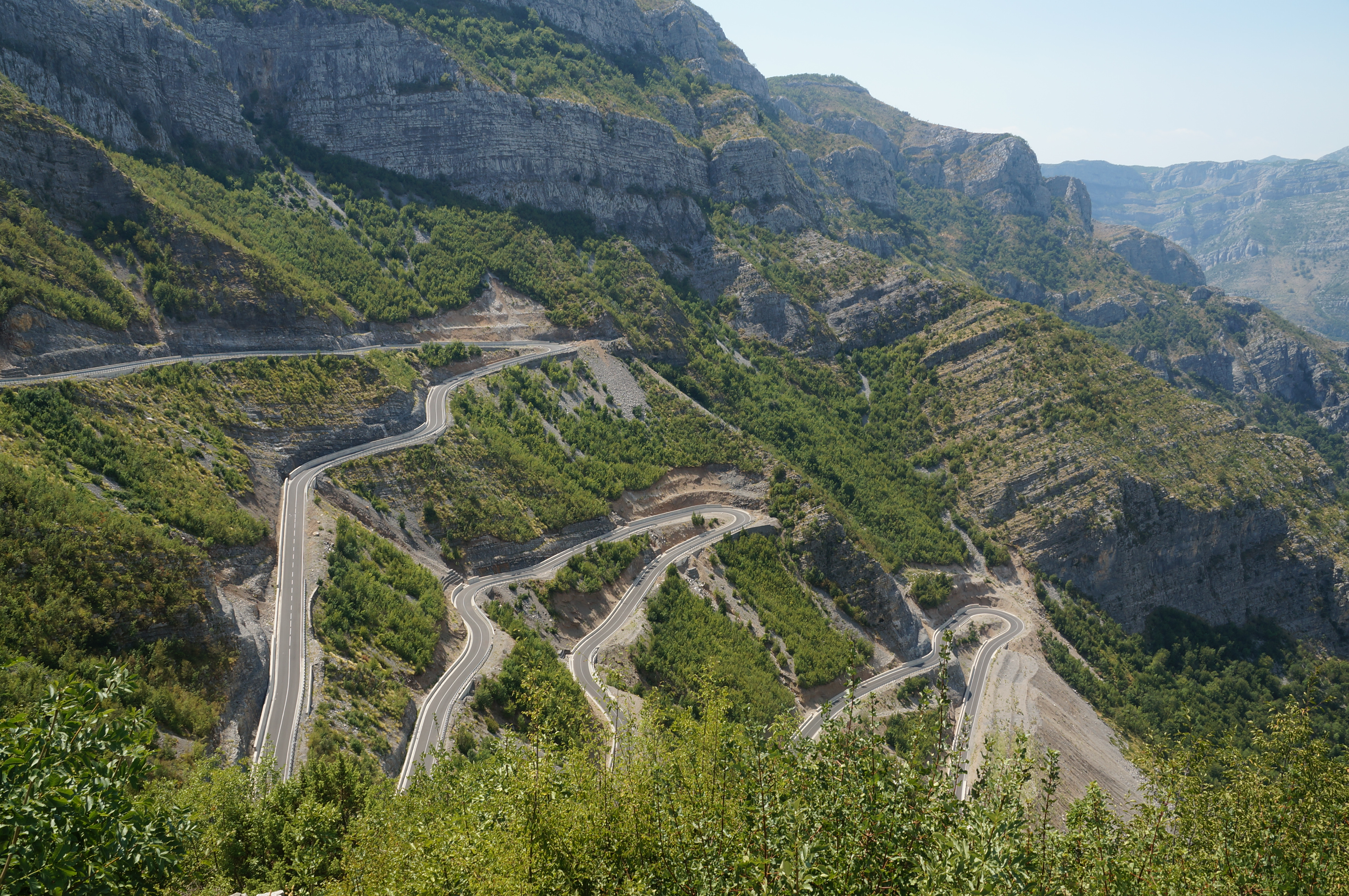
Straße in Kelmend in die Cem-Schlucht hinunter

Früher führte die einstmals wichtigste Verbindung von der südlichen Adria ins Innere der Balkanhalbinsel den großen Flusstälern folgend durch das Prokletije. Auch die ehemalige Karawanenstraße zwischen Podgorica und Plav durchquerte das Gebirge entlang Lim und Cijevna, wurde aber durch die von Österreich-Ungarn geforderte Grenzziehung durch das Tal von Vermosh auf dem Berliner Kongress aus damals strategischen Gründen versperrt. Heute ist die Verkehrsinfrastruktur sehr schwach, und die Hauptverkehrswege führen ums Gebirge herum. Das Straßennetz ist schlecht entwickelt, kaum asphaltiert und im Winter oft durch Schnee blockiert.
Lediglich im Nordwesten gibt es zwei Straßen, die das Prokletije durchqueren: Die SH20 führt vom Ostufer des Shkodrasees bei Han i Hotit über einen ersten Pass ins Tal des Cem, folgt diesem bis zur Quelle hoch über den Qafa e Bordolecit nach Vermosh, überquert dort die Grenze nach Montenegro und endet bei Plav. Die Asphaltierung der Straße wurde Ende 2016 vollendet. Eine 2021 dem Verkehr übergebene Straße ermöglicht die Fahrt durch das Tal des Cem. Sie führt von Podgorica das Tal des Cem hoch, überquert bei Grabom die Grenze nach Albanien und mündet dann in die SH20.
Von Westen nach Osten gibt es lediglich eine Straße, die von Koplik über Boga und den Qafa e Thorës nach Theth führt. Diese Straße ist bis zur Passhöhe asphaltiert. Ab Theth, von wo auch ein schlechter Fahrweg das Tal der Shala hinunter ins Kir-Tal und diesem Fluss folgend nach Shkodra führt, geht es nur zu Fuß nach Norden – über den Qafa e Pejës – und nach Osten – über den Qafa e Valbonës – weiter. Das Valbonatal ist über eine asphaltierte Straße von Bajram Curr aus erschlossen. Bajram Curr ist am besten von Gjakova aus über den gut ausgebauten Qafa e Morinës zu erreichen. Die kleine Landstraßen von Kukës durch Has und von Puka sind schmal, kurvenreich und zeitraubend. Der Betrieb der Autofähre auf dem Koman-Stausee von Koman nach Fierza wurde 2012 vorübergehend eingestellt. Zwischenzeitlich verkehren im Sommer wieder die Fähren und ganzjährig Boote für den Personentransport. Zwischen Kosovo und Montenegro ist nur die Straße zwischen Peja und Rožaje über den Kula-Pass geöffnet; der Čakorpass seit Langem gesperrt.

## Geschichte

### Frühgeschichte und Antike
Das Prokletije hat eine lange Siedlungsgeschichte. So stammen zum Beispiel die ältesten nachgewiesenen Siedlungsspuren im oberen Shala-Tal aus der Altsteinzeit. In Montenegro wurden am Berg Maja Popadija bedeutende Felszeichnungen aus der Mittleren Bronzezeit gefunden. Auch Funde aus illyrischer Zeit wurden getätigt; für die Illyrer waren die Bergtäler während der Römerzeit Rückzugsgebiete. Älteste Funde in Plav, das später auch von Römern besiedelt wurde, stammen aus dem 8. Jahrhundert vor Christus. Ab dem 4. Jahrhundert wurde das Gebiet christlich.

### Mittelalter

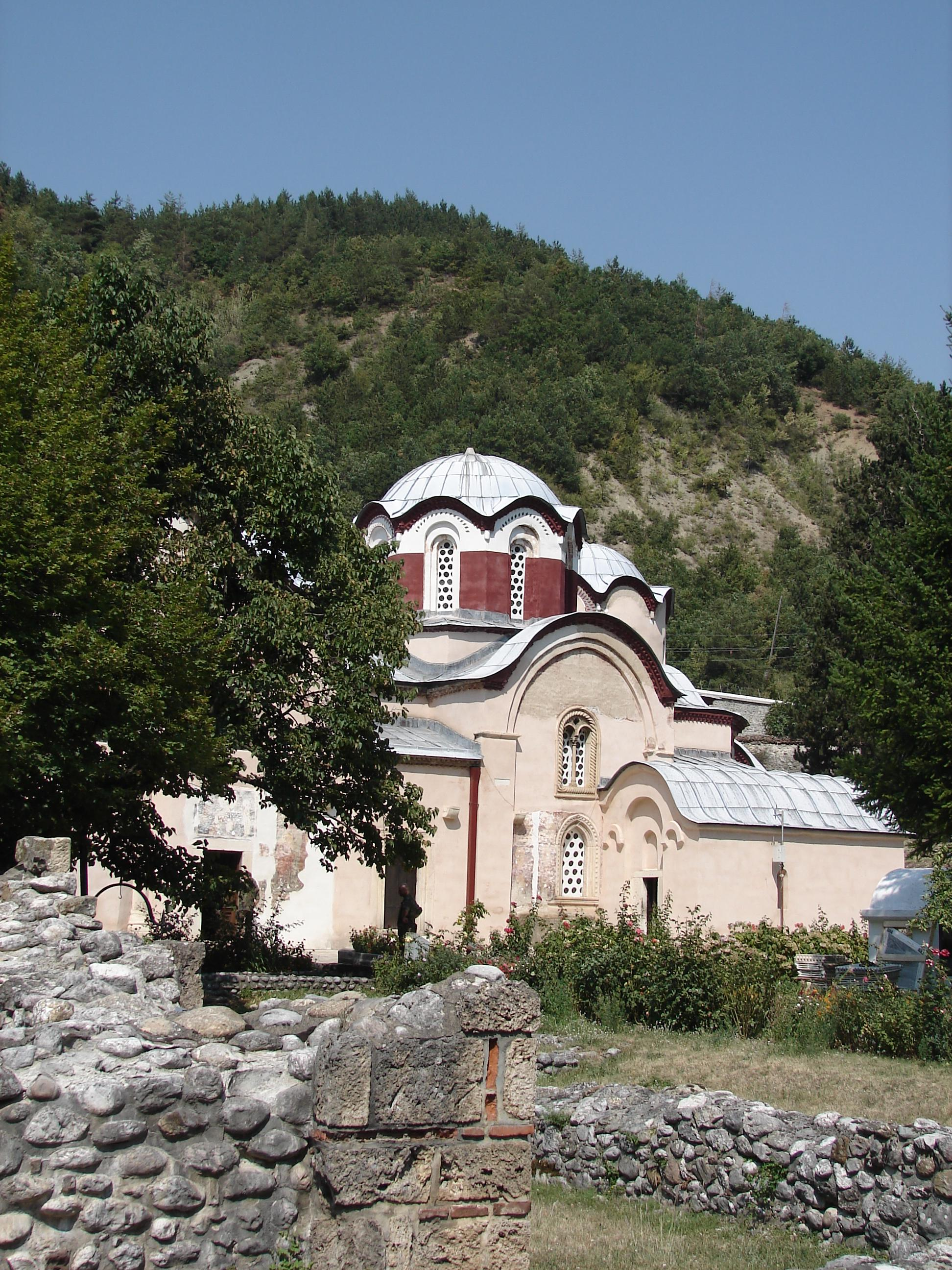
Patriarchenkloster Peć – zumindest im Osten war der slawische Einfluss über Jahrhunderte groß.

In der Spätantike vom 7. bis 10. Jahrhundert wurde während der Landnahme der Slawen auf dem Balkan auch das Prokletije slawisch besiedelt. Zahlreiche Ortsnamen slawischen Ursprungs weisen darauf hin. Zu Ende des 13. Jahrhunderts wurde das Gebiet Teil des serbischen Nemanjiden-Reichs. Nach dem Tod von Stefan Dušan im Jahr 1355 zerfiel der serbische Einflussbereich allmählich. Der kosovarische Ostrand des Gebirges blieb aber bis in die Neuzeit ein Zentrum der serbischen Orthodoxie und beherbergt den Erzbischöflichen Sitz des Patriarchats von Peć. Im Gebiet des Prokletije regierten nach den Serben zuerst die Balšić, danach vor allem lokale albanische Adelsgeschlechter wie die Fürsten Dukagjini, die sich aber alle entweder mit den Türken oder mit den Venezianern verbünden mussten. Um 1430 gehörte das Prokletije mit anderen Bergregionen im Norden zu den letzten Gebieten, die noch nicht türkisch besetzt waren.

### Türkenzeit
Die Eroberung Nordalbaniens durch die Türken führte dazu, dass viele Bewohner aus der Küstenebene in die Berge flüchteten und sich dort niederließen. Das Ereignis muss die Gesellschaft grundlegend verändert haben, sind doch unter den Bewohnern keine Stammesahnen vor dem Jahr 1500 bekannt.
Die Neuzeit ist primär vom mehr oder minder erfolgreichen Abwehrkampf der katholischen Berglandbewohner gegen die Osmanen geprägt. Das osmanische Heer eroberte im 15. Jahrhundert zwar in blutigen Schlachten das Gebiet und die Bergbewohner sollten Steuern zahlen, konnte aber nie die vollkommene Herrschaft über die Berge gewinnen. Nur eine lockere Oberherrschaft wurde anerkannt. Die Bewohner leisteten in Aufständen immer wieder Widerstand gegen die erstarkende Staatsmacht und zogen sich stärker in die Berge zurück, auch um der Islamisierung zu entgehen, die zumindest die Randgebiete und die weniger unzugänglichen Täler im Osten erfasste. Aus den Bergen gelangte später der Katholizismus wieder in einzelne Städte der Ebene wie nach Shkodra. In Kriegszeiten verließen die Bewohner oft ihre Dörfer und versteckten sich in den Bergen oder verschanzten sich auf uneinnehmbaren Bergrücken.

### Zerfall des Osmanischen Reichs

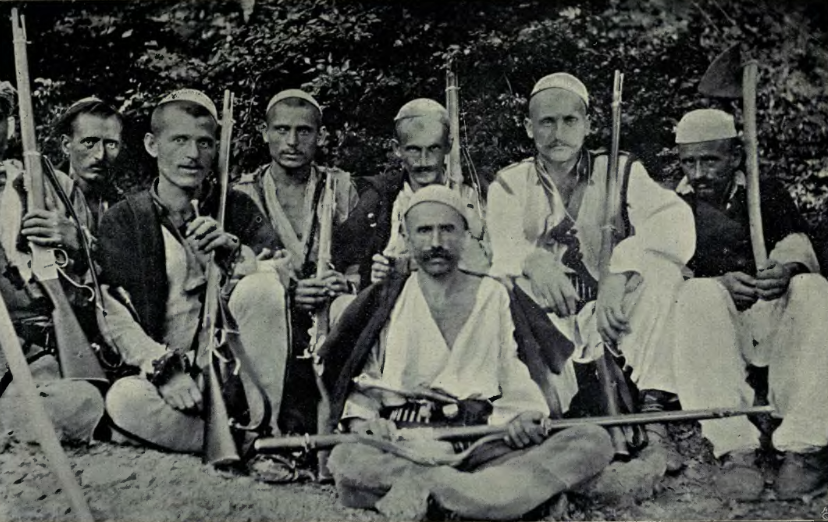
Albaner aus den Berggebieten um 1906

Mit der allmählichen Auflösung des Osmanischen Reiches begann ein Kampf der albanischen Bewohner der Berge gegen die Aufteilung ihres Siedlungsgebiets über mehrere Staaten. Gegen den Frieden von San Stefano (1877) und den Beschluss des Berliner Kongress’ (1878), das zum Osmanischen Staate gehörende Gebiet um Plav und Gusinje an Montenegro abzutreten, erhob sich gewalttätiger Widerstand unter Leitung der Liga von Prizren. Nach Kämpfen im Winter 1879/80 – darunter die Schlacht von Nokšić – musste Montenegro nach Niederlagen die Ansprüche auf Plav und Gusinje aufgeben. Statt diesem Gebiet wurde Montenegro ein Landstreifen an der Cijevna zugesprochen, der jedoch ebenfalls nach dem Abzug der Türken von Albanern besetzt wurde. Nachdem sich im Gebiet etwa 10.000 Albaner versammelt hatten, forderten die Großmächte die türkische Regierung auf, entweder die Abtretung des Cijevna-Gebiets durchzusetzen oder die Stadt Ulcinj mit einem Küstenstreifen an Montenegro abzutreten. Nach internationalem Druck entschied sich die türkische Regierung für die Abtretung Ulcinjs und eroberte im November die Stadt gegen den Widerstand der Liga.
Der Zerfall des Osmanischen Reichs brachte zwar einen eigenständigen albanischen Staat, der 1912 ausgerufen wurde, mit sich. Seither ziehen sich aber auch Grenzen, die 1913 im Londoner Vertrag festgelegt worden waren, quer durch das Gebirge. Diese Grenzen waren aber noch für die folgenden 41 Jahre sehr durchlässig: Wie ehedem verkauften die Bergbewohner ihre Produkte in den nahen Städten im Kosovo, pflegten Austausch zu Verwandten und trieben ihre Herden von den Winterweiden in Montenegro in die albanischen Berge. Trotzdem verloren durch die Grenzziehung alte Karawanenwege wie derjenige über die Qafa e Pejës oder von Plav durchs Tal von Vermosh nach Podgorica ihre Bedeutung.
Der ganze Nordteil des Prokletije inklusive die Teile Metochiens um die Städte Peja und Gjakova wurde nach dem Ersten Balkankrieg dem Königreich Montenegro zugesprochen. Der Kampf für die Rechte der Albaner wurde insbesondere auch von Albanern aus Kosovo mitgetragen. Manch dieser Kosovaren wie zum Beispiel Bajram Curri aus Gjakova waren auch im unabhängigen Albanien politisch aktiv. Als Gegenspieler des späteren Königs Ahmet Zogu, der zeitweilig mit Jugoslawien verbündet war, wurde Bajram Curri von Regierungstruppen verfolgt und dann auch in einer Höhle im Valbona-Tal eingekesselt, wo er sich, um der Gefangennahme zu entgehen, am 29. März 1925 erschoss. Die Kommunisten haben den Hauptort von Tropoja, Bajram Curr, nach ihm benannt.

### Nordeuropäische Entdecker und Bergsteiger

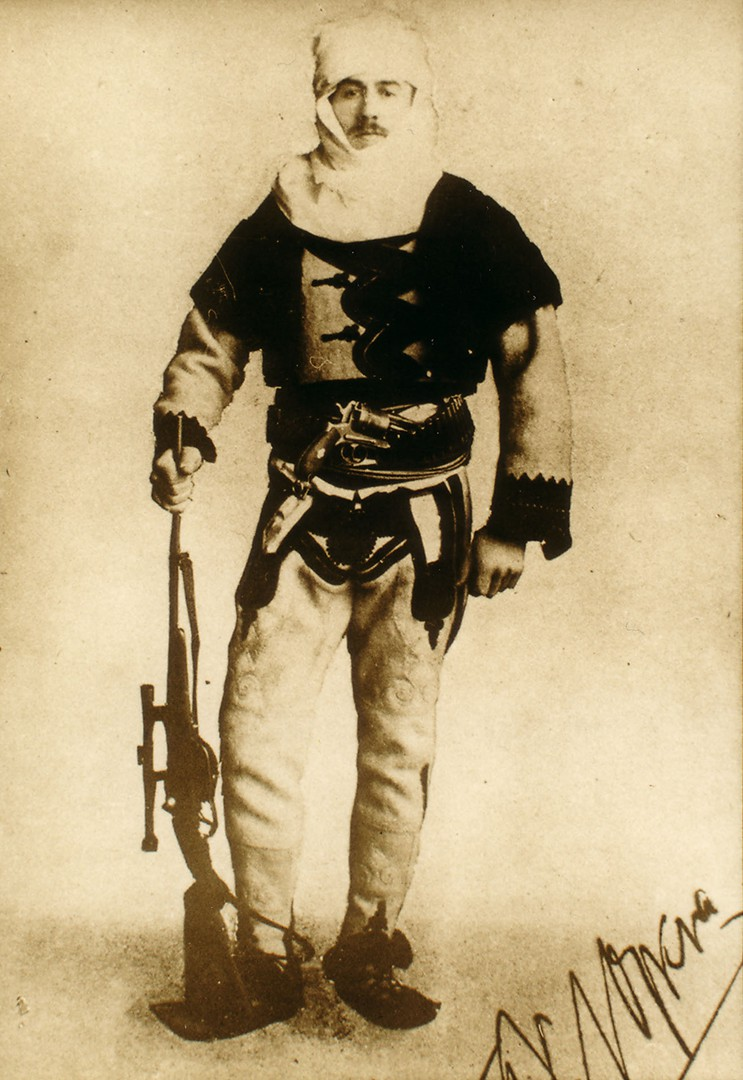
Franz Baron Nopcsa in albanischer Tracht

Das albanische Bergland blieb lange terra incognita, das nur am Rande zum Beispiel von Reisenden auf dem Karawanenweg von Shkodra nach Prizren passiert wurde. Nach 1900 kamen erste Ausländer ins Innere des Gebirges, so der Chirurg Erich Liebert und Karl Steinmetz, österreichischer Ingenieur, Entdecker und Reisebuchautor, der nebst einem deutsch-albanischen Wörterbuch zwei Bücher über seine Reisen in den Jahren 1903 und 1904 verfasst hat. Steinmetz hat auch einen Berg im Jezerca-Massiv – vermutlich die Maja e Alisë (2474 m ü. A.) – bestiegen. Nebst den vielen Gipfeln im Gebirge, die über eine flachere Seite problemlos erklommen werden können und deshalb zum Teil vermutlich von Jägern und Hirten besucht worden waren, ist dies die erste dokumentierte Bergbesteigung. Diverse Berge, darunter die Radohima, hatte auch der aus Ungarn stammende Franz Baron Nopcsa bestiegen, der 1907 das Gebirge geologisch erkundete, nachdem er 1901 noch erfolglos versucht hatte, ins Gebirge vorzudringen. Nopcsa gehörte bald zu den besten Kennern des Landes und veröffentlichte die Arbeiten Das katholische Nordalbanien (1907) und Aus Shala und Klementi. Albanische Wanderungen (1910), Haus und Hausrat im katholischen Nordalbanien (1912), Beiträge zur Vorgeschichte und Ethnologie Nordalbaniens (1912) und Bauten, Trachten und Geräte Nordalbaniens (1925) sowie ein umfassendes geographisch-geologisches Buch über Nordalbanien (1929). Etwa zur gleichen Zeit wie Nopcsa war Edith Durham im Gebiet unterwegs, die 1909 in ihrem Buch High Albania die nordalbanische Stammesgesellschaft darstellte. Die Engländerin wurde in der von Männern dominierten Gesellschaft von den Albanern wie ein Mann behandelt. Durham, die sich ihr Leben lang für die Sache der Albaner engagierte, viel Hilfe leistete und deshalb auch als Königin der Hochländer (Mbretëresha e Malësoreve) bezeichnet wurde, wurde mit einem Denkmal am Qafa e Thorës geehrt. 1910 bereiste Paul Siebertz (1877–1954) das nordalbanische Bergland. Der Chefredakteur der Wiener Zeitung „Das Vaterland“ schrieb daraufhin das Buch Albanien und die Albanesen. Nach 1910 kamen vermehrt Ausländer ins Gebiet, zuerst Soldaten verschiedener ausländischer Armeen und später auch mehrere Bergsteiger. Edith Durham blieb auch nicht die einzige Frau, die in Nordalbaniens Bergen unterwegs war, in deren Gesellschaft Frauen traditionell kaum Rechte hatten: In den 1920ern bereiste die Amerikanerin Rose Wilder Lane das Bergland und publizierte ebenfalls ein Buch über ihre Reise.

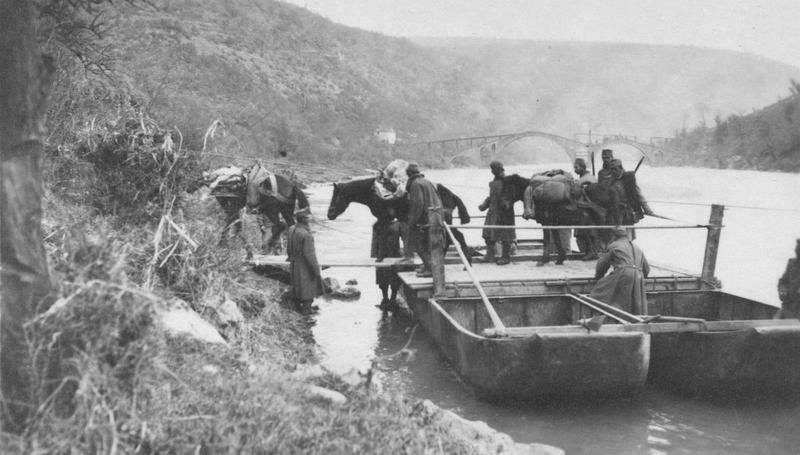
Österreichisch-Ungarische Truppen setzen im Ersten Weltkrieg über den Drin über

Im Rahmen der Festlegung der Grenze in den 1910er Jahren wurden einige der Berge nördlich des Valbonatals bestiegen. Ende der 1920er Jahre kartographierten italienische Vermesser das albanische Prokletije vollständig. In diesem Zusammenhang konnten sie auch viele Erstbesteigungen verzeichnen, was 1930 und 1931 auch österreichischen Bergsteigern gelang. Abgesehen von den italienischen Vermessern wurde die Jezerca im September 1929 erstmals von drei britischen Bergsteigern bestiegen.

„Incidentally we learnt that a party if Italians had been in the district a few weeks previously for the purpose of surveying the mountains, and we could see the cairns they had built on most of the heights round the valley [of Theth].“

„Zufällig erfuhren wir, dass ein paar Wochen zuvor eine Gruppe Italiener im Bezirk war, um die Berge zu vermessen, und wir konnten auf den meisten Höhen rund um das Tal [von Theth] die Steinmänner sehen, die sie gebaut hatten.“

Wie die Italiener hatten wohl auch die österreichischen Expeditionen des Deutschen und Österreichischen Alpenvereins nebst alpinistischen Erfolgen das Ziel, Klarheit über letzte weiße Flecken zu verschaffen. Die italienischen Vermessungen in diesem Grenzgebiet sahen Beobachter durch militärische Interessen begründet, war doch der junge albanische Staat noch sehr schwach und italienisches Interesse an Gebieten jenseits der Adria stets groß.
Das Gebiet entwickelte sich auch im neuen albanischen Staat während der Zwischenkriegszeit kaum. Bis zum Ende des Zweiten Weltkriegs gab es kein entwickeltes Wirtschaftssystem. Es wurden nur Naturprodukte gehandelt. Jegliche Industrie und Bergbau fehlten, es gab keine Gesundheitsversorgung, keine Justiz und kaum Polizei sowie nur ganz wenige Schulen.

### Sozialismus und unüberwindbare Grenzen

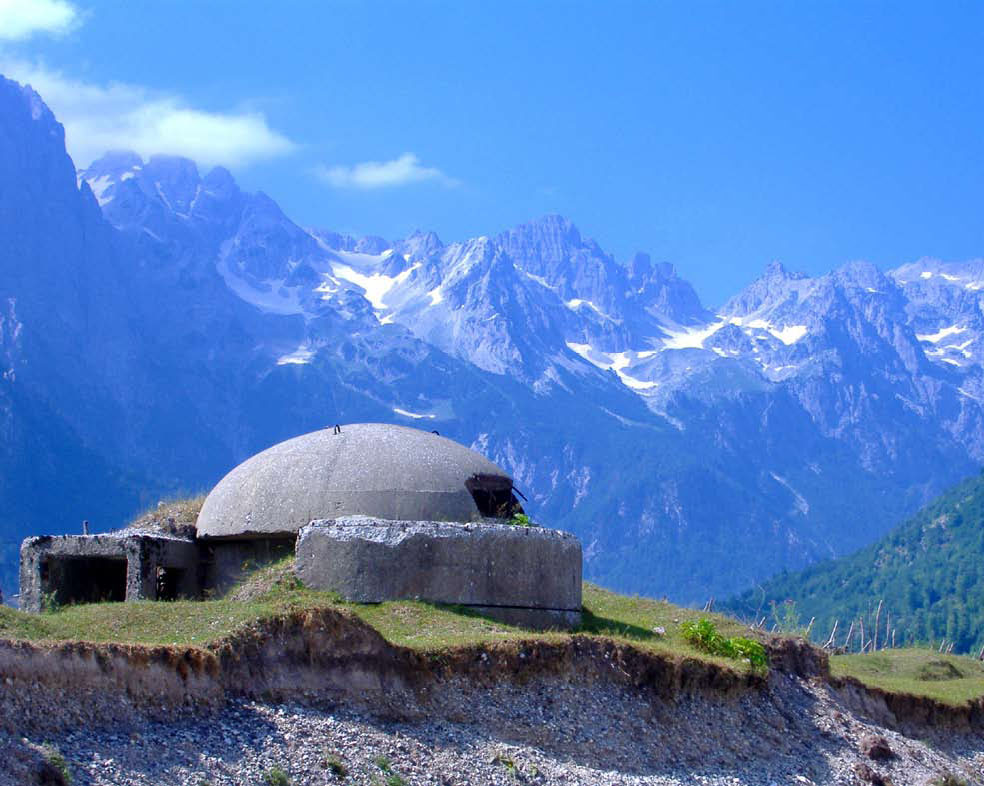
Albanischer Bunker aus den 1970er Jahren in Valbona – Zeuge der geschlossenen Grenzen

Nach dem Zweiten Weltkrieg machte sich wieder eine fremde Herrschaft im Bergland breit. Die Kommunisten, die in Albanien die Macht übernommen hatten, trafen hier auf bewaffneten Widerstand, den sie aber rasch mit großer Härte unterdrückten. Die früher starken ökonomischen und gesellschaftlichen Verbindungen zwischen Tropoja und dem Kosovo wurden durch die fest verriegelten und streng bewachten Grenzen unterbrochen.
In der Folge veränderte sich die Gesellschaft stark: Die hergebrachten Stammesstrukturen mit Ältestenrat wurden aufgelöst, viele Stammesälteste und Kleriker wurden verfolgt. 1957 wurde in Theth eine erste Genossenschaft errichtet, bis 1967 wurden alle Bauern Albaniens kollektiviert. Die Frauen, die ebenfalls in der Genossenschaft arbeiteten, wurden stärker Teil des öffentlichen Lebens. Die Transhumanz der wandernden Hirten wurde durch die Schließung der Grenzen und die Politik Albaniens, das sich von den Nachbarn isolierte, verunmöglicht. Die Bewegungsfreiheit wurde auch innerhalb Albaniens eingeschränkt, so dass die Leute nicht aus den Bergen abwandern konnten.
Andererseits wurden Schulen gebaut sowie eine einfache Gesundheitsversorgung eingerichtet, und die Dörfer wurden mit Strom versorgt. Es entstanden vereinzelte kleine Zentren wie in Tamara oder Breglumi im Shala-Tal. Es entstanden auch industrielle Betriebe in der Forstwirtschaft und zur Energiegewinnung sowie ein kleines Bergwerk in Shosh.

### Transformationsjahre
Anfang der 1990er Jahre kollabierte das kommunistische System in Albanien, während am Nord- und Ostrand der jugoslawische Vielvölkerstaat zerfiel. Die Grenzen blieben bis auf weiteres geschlossen, da Wirtschaftsembargo wegen des Bosnienkriegs und politische Spannungen wegen der ungelösten Kosovofrage den Austausch zwischen den Nachbarn unterbanden.
In Albanien wurde das Land der Genossenschaften wieder an die Bauern verteilt und die Menschen nahmen ihr von Alters her gewohntes Leben wieder auf, das durch die Kollektivierung stark verändert worden war. Ställe und Lager der Genossenschaften wurden vielerorts zerstört oder verfielen mit der Zeit. Eine starke, durch die Armut bedingte Abwanderung veränderte die Gesellschaft in den Bergdörfern wie oben beschrieben. Und auch viele der alten Traditionen wurden nicht mehr wie früher gelebt.
Der Kosovokrieg im Jahr 1999 tangierte auch das Prokletije in seinem Nordosten. Bewohner mussten ihre Dörfer verlassen, viele flüchteten über die Grenzen nach Albanien und Montenegro. Die UÇK benützte Albanien als Rückzugszone. Nach dem Krieg entstand in Kosovo ein neues Staatssystem. Einfluss hatte der Krieg auch auf die Umwelt: illegale Aktivitäten wie Holzfällen und Jagen nahmen zu, das Legen von Minen und die spätere Räumung führten zu Schäden, die Entvölkerung ganzer Bergregionen brach den Abbruch der traditionellen Bodenbewirtschaftung mit sich.
Seit dem Krieg ist die Straße über den Čakorpass (1849 m. i. J.) zwischen Andrijevica in Montenegro und Peja im Kosovo geschlossen. Mit der anbahnenden Eigenstaatlichkeit Montenegros verbesserten sich hingegen die Beziehungen zu Albanien, so dass nach der Jahrtausendwende ein Grenzübergang zwischen Vermosh und Plav eröffnet werden konnte. Heute bestehen grenzübergreifende Projekte zur Förderung des Tourismus.

## Kulturgeschichte

### Berglandwirtschaft und Fernweidewirtschaft

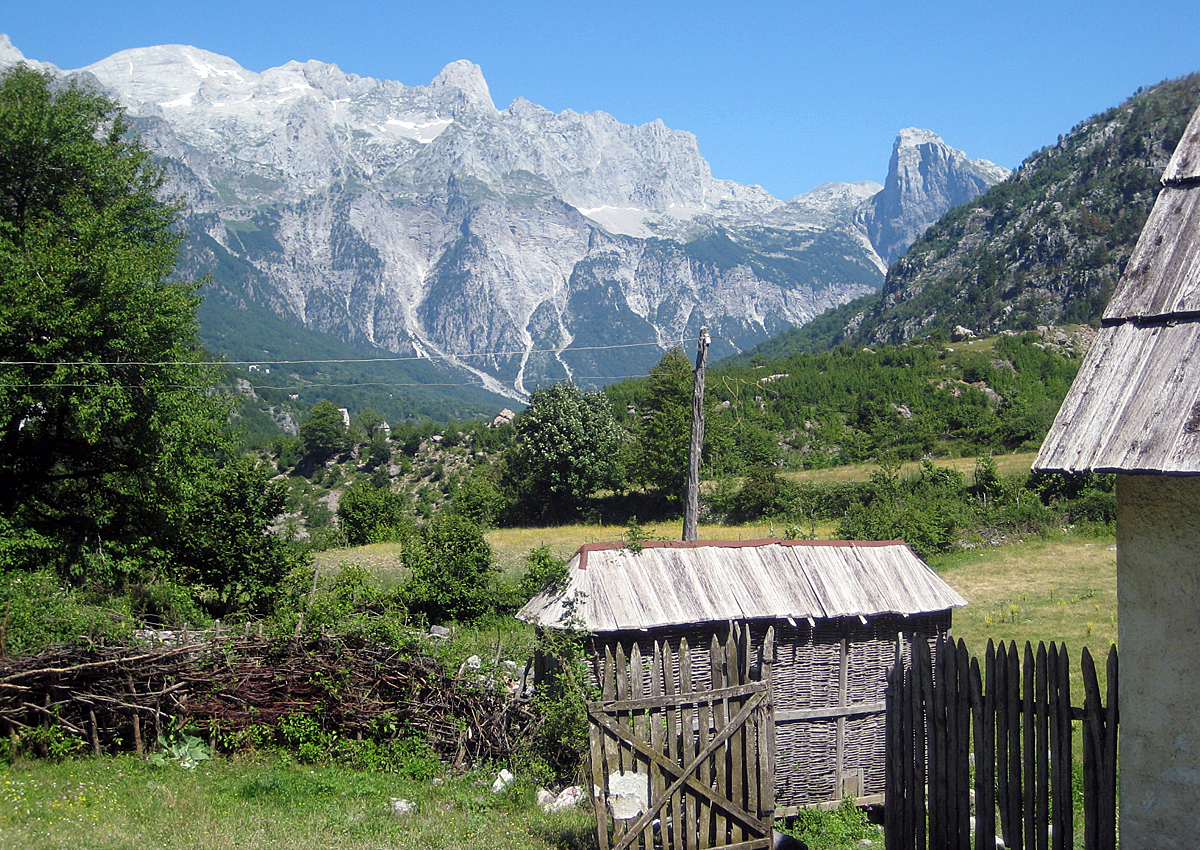
Bauernhof in Theth

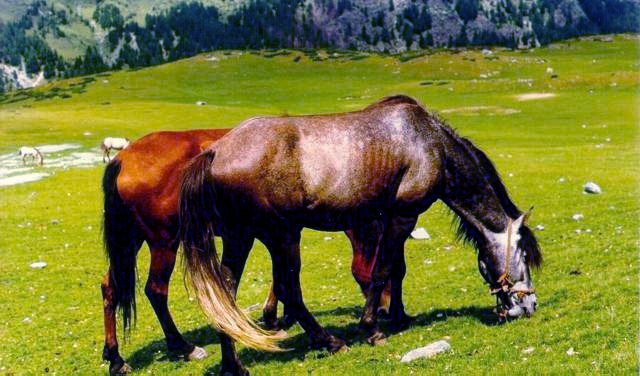
Das Bosnische Gebirgspony ist unersetzliches Transporttier im Prokletije. Hier unterhalb der Gjeravica

Ackerbau ist im Prokletije nur in sehr eingeschränktem Maß möglich und wird in einigen zentralen Tälern bis über 1000 Meter Höhe betrieben. Angebaut werden insbesondere Getreide, Kartoffeln und Gemüse. Bis auf 900 Meter Höhe gibt es auch Weintrauben. Die zumeist kleinen Felder müssen in der Regel bewässert werden, wofür nach alter Tradition Terrassen angelegt wurden.
Vorherrschend ist die Viehzucht, da die Felder die Bewohner nie zu ernähren vermochten. Es werden vor allem Schafe, wenige Ziegen und Kühe sowie etwas Geflügel gehalten. Auch Bienenzucht ist weit verbreitet. Bei der lokalen Bevölkerung beschränkt sich die Viehwirtschaft meist auf den Talboden und nahe zu erreichende Hänge, da der Bevölkerungsdruck stark zurückgegangenen ist. Alpwirtschaft respektive Koliba-Wirtschaft wird meist von Bauern aus den Ebenen rund um den Shkodrasee betrieben. Die Sommerweiden werden durch sogenannte Katune – das sind einfache, zu mehreren zusammenstehende Holzhütten – geprägt, in die die Hirten Anfang Sommer hinaufziehen, so dass manche Alpen auf bis zu 1700 Meter Höhe dann stark bevölkert sind. Die zentralen, verkarsteten Gegenden sind viel weniger besiedelt. In diesen trockenen Gebieten dient den Schafherden oft nur Schnee als Wasserquelle; die Alpweiden sind wegen der Trockenheit meist aper. Welchen Einfluss der Bevölkerungsrückgang in vielen Gebieten und die damit verbundene geringere Zahl von grasenden Schafen auf die Umwelt und die lokale Wirtschaft haben wird, ist noch unklar.

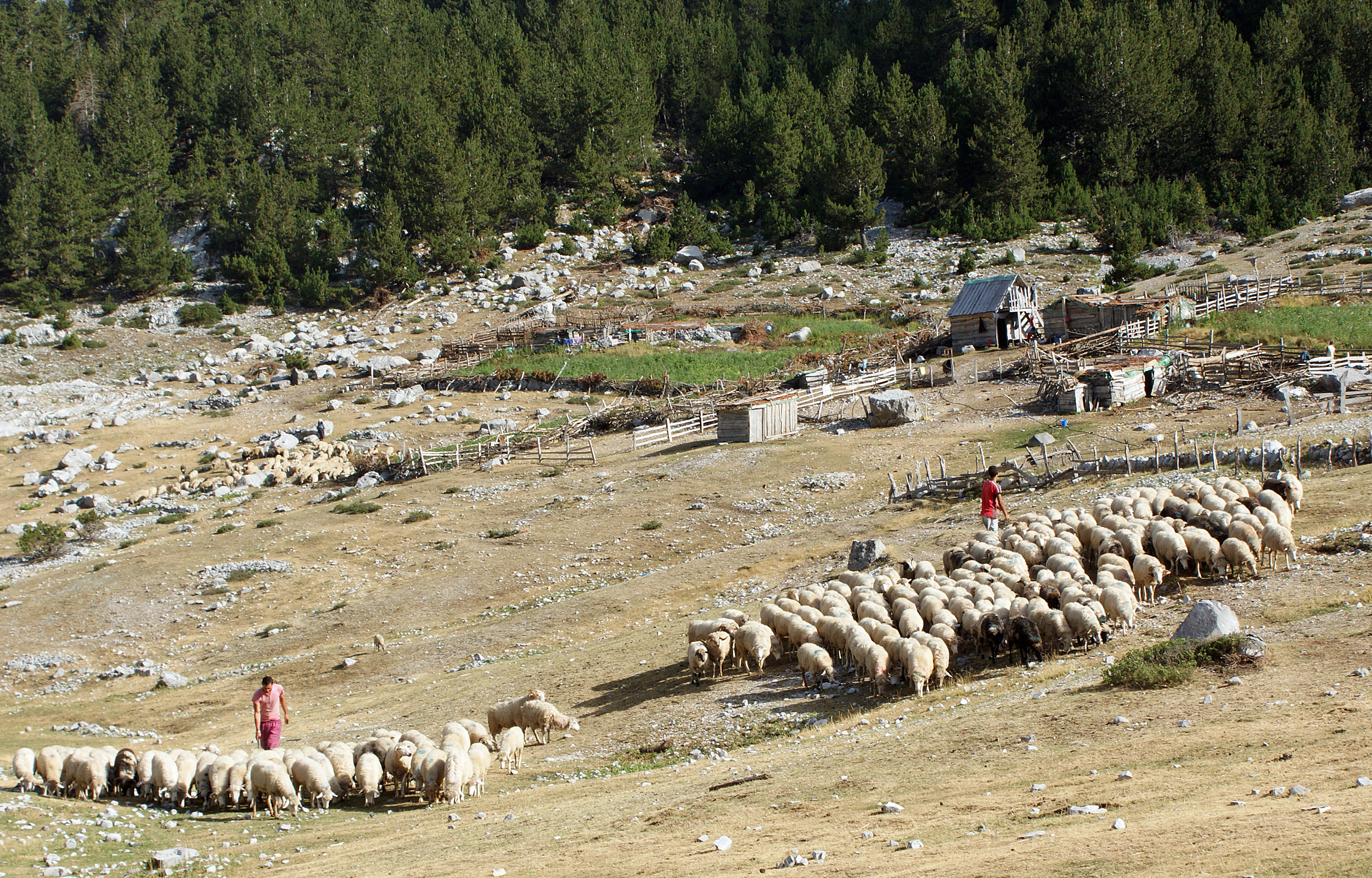
Schafherden auf einer Alp

Traditionell war die Transhumanz in Albanien bei vielen Stämmen stärker ausgebreiteter als heute. Schon damals wurden die Berggebiete zum Teil nur im Sommer bewohnt, während im Winter das Vieh in die schneefreien Küstenebenen getrieben wurde. Die unüberwindbaren Staatsgrenzen, die im 20. Jahrhundert auf dem Balkan gezogen wurden, verunmöglichten diese Fernweidewirtschaft weitgehend und trennten zum Teil Familien und Stämme für Jahrzehnte. Große Veränderungen im Alltag brachte die Einführung landwirtschaftlicher Genossenschaften in Nordalbanien in den 1960er Jahren. Die Bergbauern mussten damals Land und Vieh an den Staat abtreten.
Forstwirtschaft wurde, wohl auch in Ermangelung von Verkehrswegen, traditionell wenig bis gar nicht betrieben. Heute werden durch meist illegales Abholzen und fehlendes Waldmanagement viele Wälder zerstört.
Heute ist wieder zu beobachten, dass große Schafherden aus den Ebenen im Sommer über weite Distanzen auf Bergweiden im Prokletije getrieben werden. Wie zu früheren Zeiten, als die Behausungen auf den Alpen lediglich aus aufgeschichteten Steinen, kleinen Brettern und Zweigen bestand, sind auch heute noch sehr einfach und oft nur Hüttchen aus Plastik, Ästen und Zweigen.

### Religionen, Ethnien und Sprachen
Wie so viele Gebiete des Balkans ist auch der Prokletije eine kulturelle Schnittstelle. Hier treffen Katholiken, Muslime und Orthodoxe verschiedener Völker – Albaner, Serben, Montenegriner, Türken, Roma und Bosniaken – aufeinander.

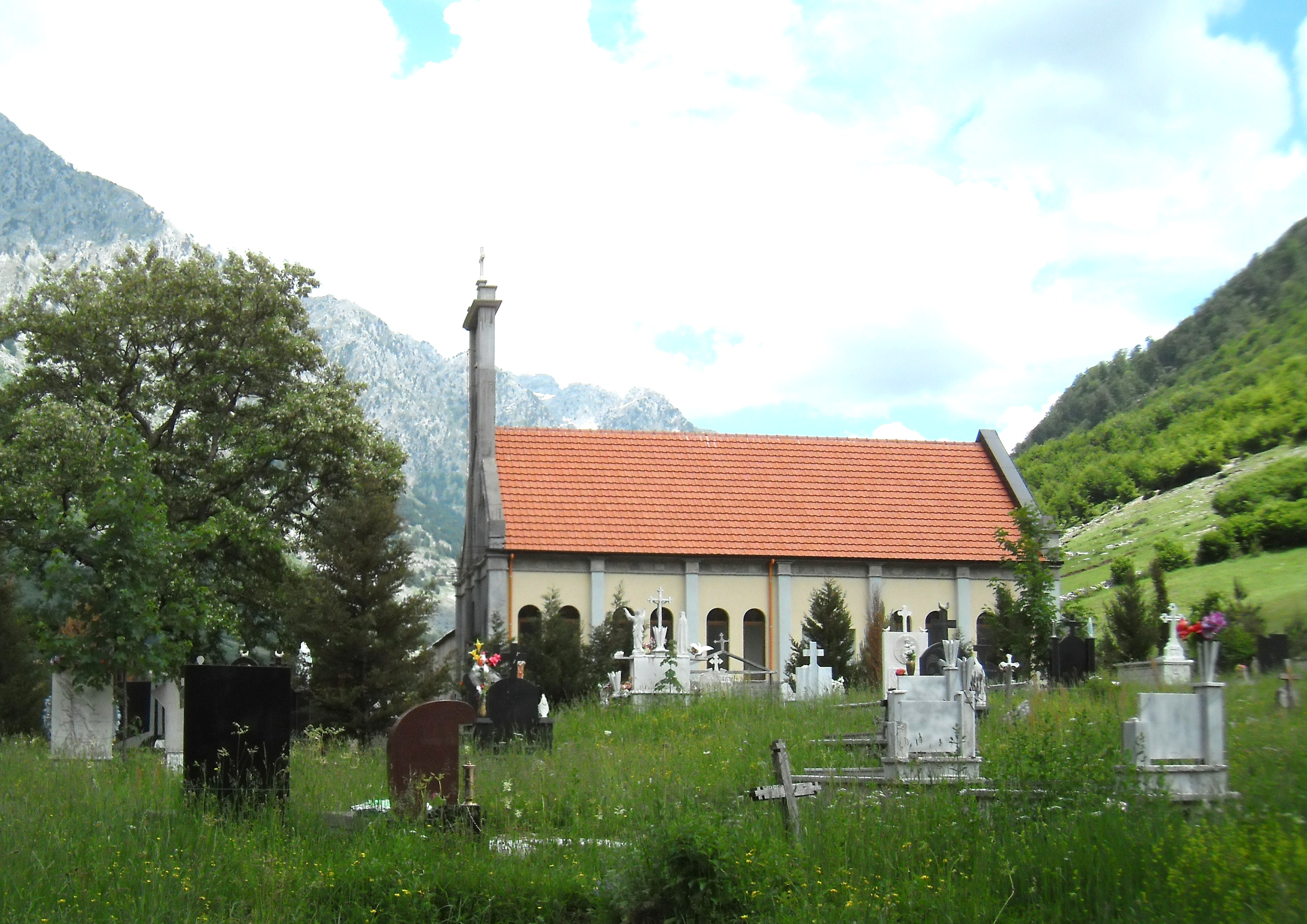
Katholische Kirche und Friedhof von Boga

Der westliche Teil des Prokletije ist traditionell katholisch. So leben beispielsweise in Kelmend lediglich in Nikç einige muslimische Familien. In Tropoja, in der Ebene rund um Shkodra und Koplik sowie in wenigen Dörfern am westlichen Rand der Berge leben hingegen mehrheitlich Muslime. Eine Ausnahme ist das Dorf Rragam im hintersten Valbona-Tal, das von Katholiken aus Theth besiedelt wurde.
Im albanischen Teil des Prokletije leben ausschließlich Albaner.
Im nördlichen und östlichen Prokletije leben zum Teil auch Slawen. Prominenter Zeuge der serbischen Besiedlung an den östlichen Ausläufern des Prokletije ist das serbisch-orthodoxe Kloster Visoki Dečani, das zum UNESCO-Welterbe zählt und am Fuße der Gjeravica/Djeravica liegt. Die Albaner im kosovarischen Prokletije sind mehrheitlich muslimisch. Auch der Großteil der Bevölkerung der Gemeinde Plav in Montenegro ist muslimisch. Hier finden sich noch alte Moscheen mit hölzernen Minaretten.
Zwischen den Religionen und Volksgruppen gibt es heute – vielleicht vom Kosovo abgesehen – keine beachtlichen Spannungen.

„The local population of all ethnic groups are willing to communicate and cooperate.“

„Die lokale Bevölkerung – unabhängig von der ethnischen Zugehörigkeit – ist gewillt, miteinander zu verkehren und zusammenzuarbeiten.“

### Brauchtum

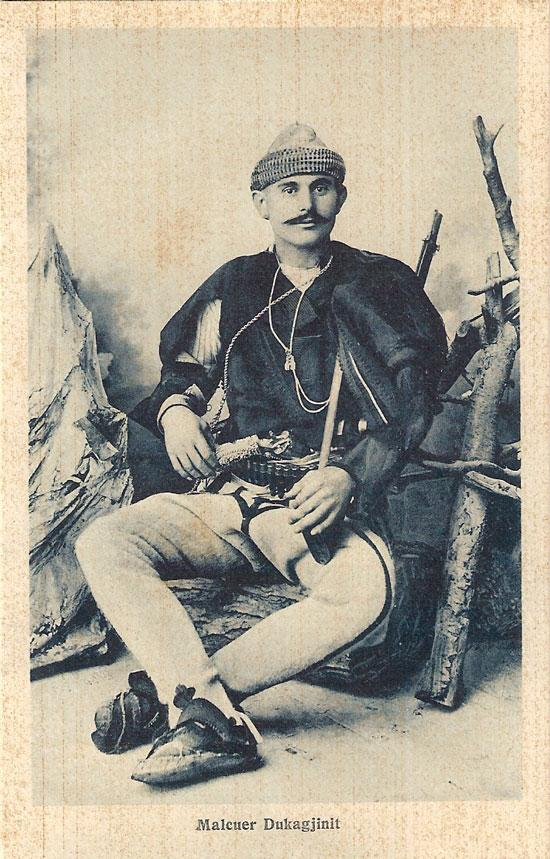
Mann aus Dukagjin in typischer Tracht (Foto von Pjetër Marubi, 1834–1903)

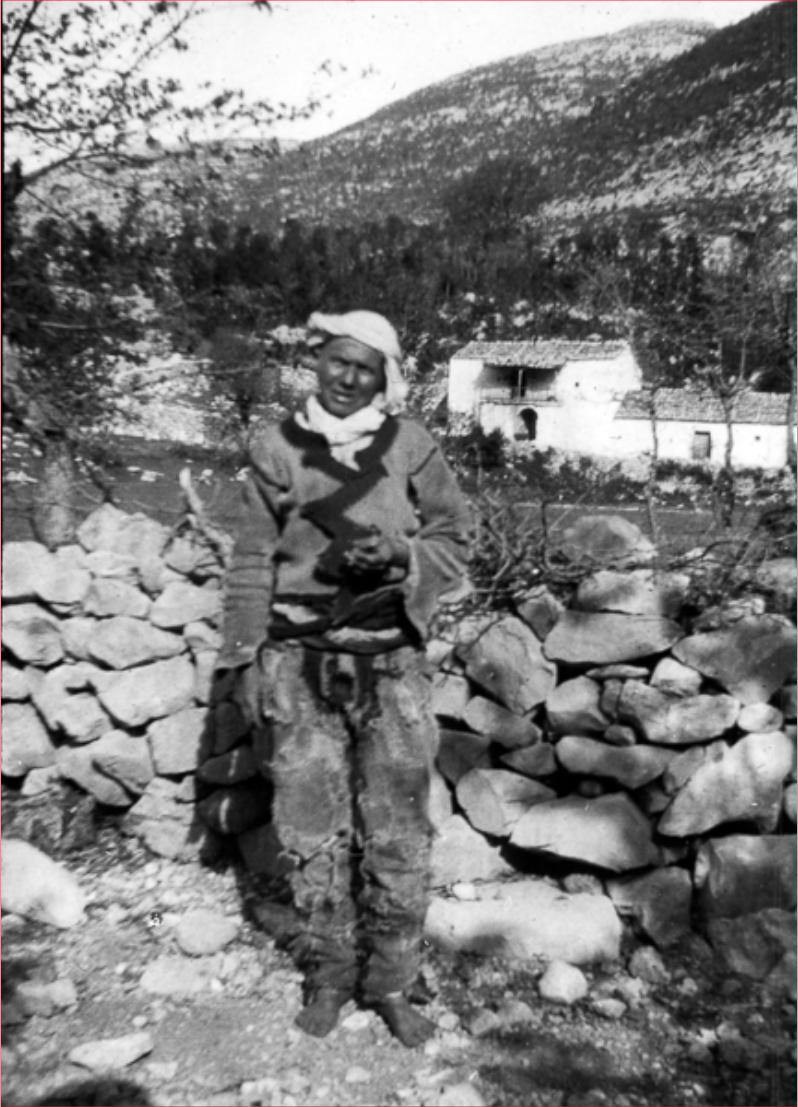
Eingeschworene Jungfrau Anfang des 20. Jahrhunderts, dokumentiert von Edith Durham

Wesentliches Merkmal des Prokletije ist eine patrilineare Stammesgesellschaft, die über alle Nationalitäten, Religionen und Sprachen hinweg gelebt wird. Basis war eine Mentalität, in der Ehre, Kampf und Männlichkeit einen hohen Stellenwert hatten. Die Menschen lebten in Großfamilien nach strengen Regeln. Die Großfamilie (familja) gehörte zu einer Bruderschaft (vllazni), die Teil eines Stamms (fis) war. Mehrere Stämme bildeten einen Banner (flamnur). Die Gesamtheit der Banner war die Nation (kom). Ein besonderer Fall der patrilearen Stammesgesellschaft sind die Eingeschworenen Jungfrauen die bis ins 21. Jahrhundert in albanischen Klans der Bjeshket Namuna beobachtet werden, früher aber auch den Montenegrinern bekannt waren.
Im Prokletije ist der Übergang von Brauchtum zu gelebter Tradition oft noch sehr fließend. Großfamilien unter einem Dach bestehend aus dem Familienoberhaupt, seinen Söhnen mit Frauen und Kindern gab es auch noch im kommunistischen Albanien. Auch wenn die Kommunisten die Kleinfamilien förderten, blieben die Strukturen doch noch oft enthalten. Erst die postkommunistische Migration führte zu einem verbreiteten Auseinanderbrechen dieser Wohnstrukturen. In Boga lebten aber bereits Mitte der 1990er Jahre nicht einmal mehr ein Viertel der Leute in Großfamilien. Auch die Volkstrachten sind in den Bergen noch alltäglicher als in den meisten anderen Landesgegenden und werden insbesondere von den Alten an Festtagen oder bei Fahrten in die Stadt noch regelmäßig getragen. Wirklich zum Alltag gehören die alten Kleider aus Wolle und Filz aber nicht mehr. Auch das Gewehr, ohne das früher kaum ein Albaner aus dem Haus ging, ist heute nicht mehr zu sehen.

„In den Augen der Malessoren ist überhaupt nur derjenige ein Mann, der seine Waffe zu führen weiß. Tamam shqiptar‚ ganz wie ein Albaner‘, das ist das höchste Lob, das man dann einheimst.“

Die typischen Steinhäuser (kulla), die kleinen Festungen gleichen und oft nur in der oberen Etage Fensteröffnungen hatten, die mehr Schießscharten waren, verfallen ebenfalls immer mehr oder werden durch moderne Wohnhäuser ersetzt.
Das Leben in den Bergen war eine schriftlose, von mündlichen Überlieferungen geprägte Kultur. Dazu gehörten neben Epen und einer vielfältigen Sagenwelt auch das Gewohnheitsrecht, das Kanun genannt wird und noch heute den Alltag beeinflusst. Der Kanun regelt in der Bergwelt ohne Staat den Alltag inklusive Familienrecht, Erbschaft, Handel, öffentliches Recht und Strafnormen. Die Blutrache, die ebenfalls streng im Kanun geregelt ist, ist zwar nicht mehr ein allgegenwärtiges Problem wie in den 1990er Jahren, kommt aber weiterhin vor, wobei die strengen Regeln kaum mehr eingehalten werden. Bei einer Umfrage Mitte der 1990er Jahre in Boga zeigte sich, dass in mehr als 90 Prozent die Ehepartner nicht durch Liebe zueinander fanden, sondern die Heirat von den Familien arrangiert wurden. Die Ehepartner durften traditionell nicht aus demselben fis (Stamm) kommen. Auch in der Neuzeit ist noch kaum eine verheiratete Frau im selben Dorf geboren worden.
Ausgeprägt sind die traditionellen Trauerrituale, zu denen gemeinsames Brüllen und schmerzvolles Stöhnen bei den Männern und Gurren und lautes Weinen der Frauen gehören. Die Männer schlagen sich dabei auch gegen die Brust.
Einblick in das Leben im Prokletije zu Beginn des 20. Jahrhunderts, als die Moderne noch kaum in der Bergregion Einzug gehalten hatte, geben die Bücher von Edith Durham. Durham hatte die patriarchalische Bergwelt ohne männliche Begleitung bereist. Sie beschreibt zum Beispiel ein Fest am Tag eines Heiligen eines Stammes, zu dem die Gäste groß herausgeputzt in festlicher Tracht erschienen und zur Belustigung dauernd in die Luft geschossen wurde. Ein paar Museen in der Region sind ebenfalls dem kulturellen Erbe gewidmet, so diejenigen in Rožaje, Berane, Bajram Curr, Theth, Shkodra und Peja.

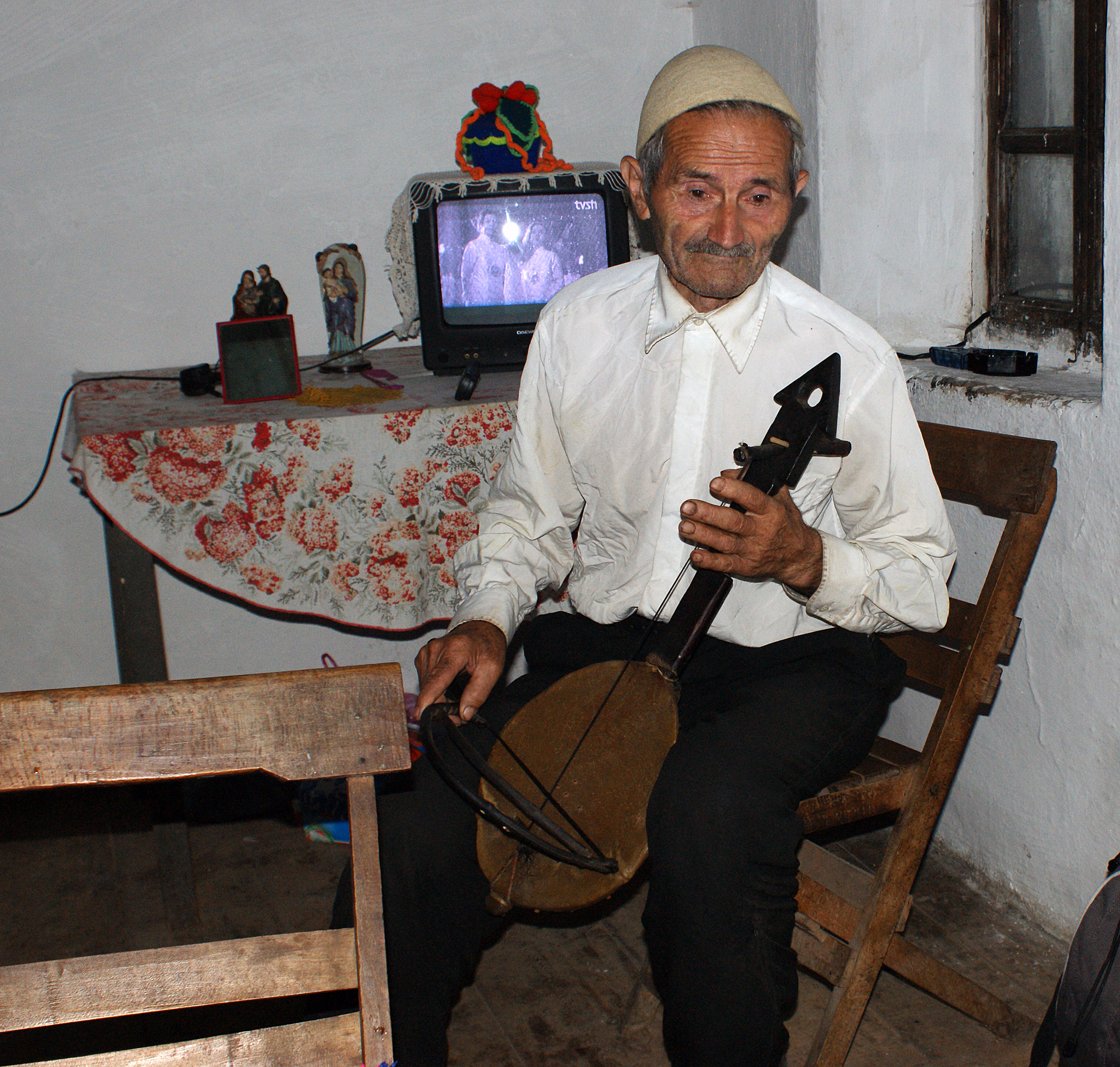
Ein Gastgeber im Shala-Tal singt und spielt abends auf der Gusla für seine Gäste.

Schwermütiger, epischer Gesang, wo möglich begleitet durch einfache Lauteninstrumente wie die Çiftelia oder die Gusle, wurde an Lagerfeuern oder langen Winterabenden praktiziert. Die Sänger, die wie alle anderen meist des Lesens nicht kundig waren, kannten Tausende von Liedzeilen auswendig. Ein wahres Denkmal in der Tradition der Heldenepen schuf der Priester Gjergj Fishta zu Beginn des 20. Jahrhunderts: Die Lahute e Malcís beschreibt den Kampf der Albaner um Unabhängigkeit und Freiheit in den Jahren 1862 bis 1913, insbesondere zahlreiche Kämpfe und Schlachten, aber auch das patriarchalische Leben, die gesellschaftlichen Werte und die Mythologie des nordalbanischen Berglands.

„Auf manchen Gipfeln, deren Besteigung mit den Hirtenpflichten nichts zu tun hatte, sahen wir Malissoren sitzen und die Flöte spielen oder von Gipfel zu Gipfel mit Hilfe ihres jodelartigen Bergtelefons konversieren.“

Auch in Märchen, Legenden und Sagen mit Feen, Naturgeistern (Zanen, Vilen), Dämonen (kore), Giganten (xhudhi) und Schatten sowie Seelen von Verstorbenen (Jinn) wird die weit verbreitete Mythologie festgehalten. Der Österreicher Maximilian Lambertz sammelte während seiner Albanienaufenthalte im Ersten Weltkrieg diverse dieser Märchen, weitere wurden später von Martin Camaj und Uta Schier-Oberdorffer veröffentlicht.
Ein bedeutendes Fest ist dasjenige des Hauspatrons, das am 13. Juli stattfindet. Obwohl es ein wichtiges christliches Fest ist, hat es seine Wurzeln in der vorchristlichen Ahnenverehrung. Die Vermischung von vorchristlichen mit katholischen Bräuchen ist häufig. So wurde in Kelmend die kinderfressende Dämonin Kore bei der Osterprozession symbolisch verbrannt. Auch Aberglaube ist nebst den heidnischen Bräuchen weit verbreitet.

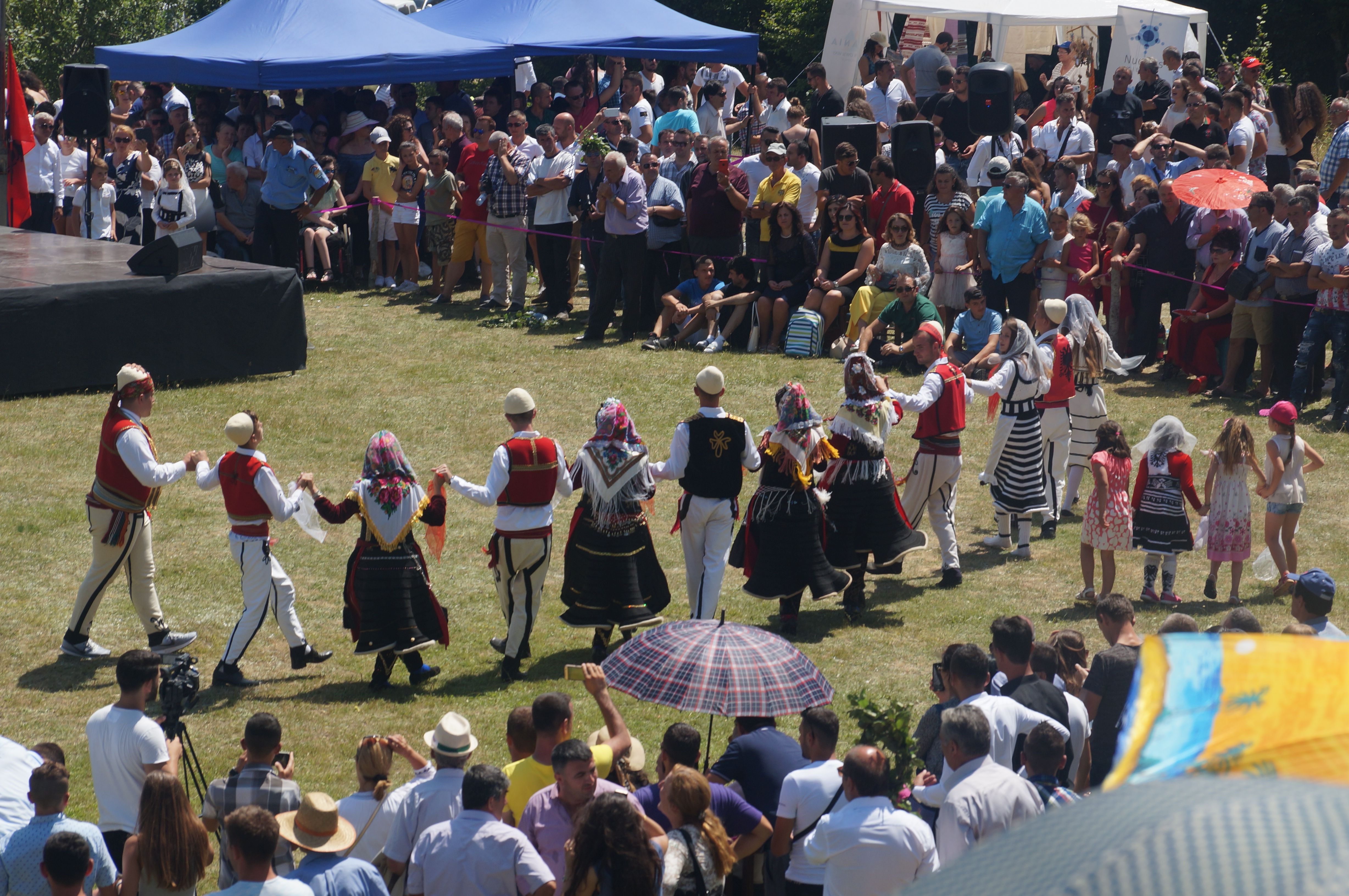
Tanz beim Logu i Bjeshkëve (2017)

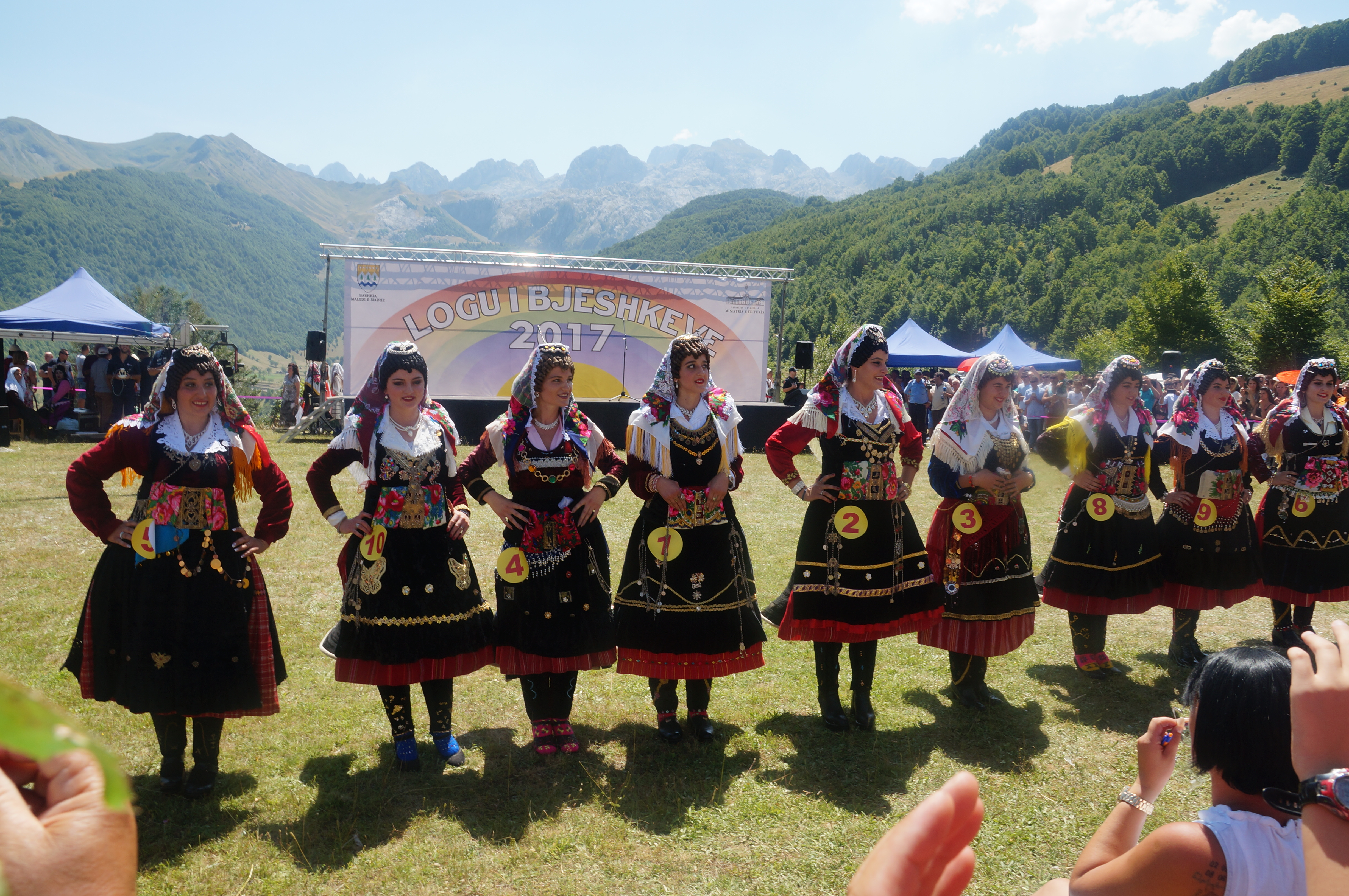
Wahl der Miss Bjeshkëve (2017)

Ein bedeutendes Folklorefest ist der Logu i Bjeshkëve, das alljährlich im August in Kelmend am Qafa e Bordolecit stattfindet. Es wird gegessen, getanzt und Musik gemacht. Eine junge Frau wird jeweils zur Miss Bjeshkëve gewählt.